# Geschiedenis van het socialisme van 1789 tot 1900
De geschiedenis van het socialisme van 1789 tot 1900 laat de ontwikkeling zien van het socialisme dat zich ontwikkelde van een ideologie gepredikt door afzonderlijke denkers tot een internationale beweging. De oudste bekende gebruik van de term socialist is in een Italiaanse krant uit 1803 gevonden, maar daar werd het niet gebruikt in politiek of economisch opzicht. De oudste gevonden politieke gebruik van het woord socialist was in 1827 in de Britse krant Co-operative Magazine uitgegeven door de aanhangers van Robert Owen. In 1832 werd het woord socialisme gebruikt in een artikel van Pierre Leroux in Le Globe, waar hij het woord socialisme gebruikt om de denkbeelden van Saint-Simon te beschrijven. Het woord socialisme werd in 1833 gebruikt in de krant The Poor Man’s Guardian, dat werd uitgegeven door Owen-aanhanger Henry Hetherington. Voor 1789 waren er al groeperingen en mensen die hervormingen pleitten met socialistische tinten, maar zij worden gerangschikt onder de voorlopers van het socialisme.

## Het socialisme tussen 1789 en 1800

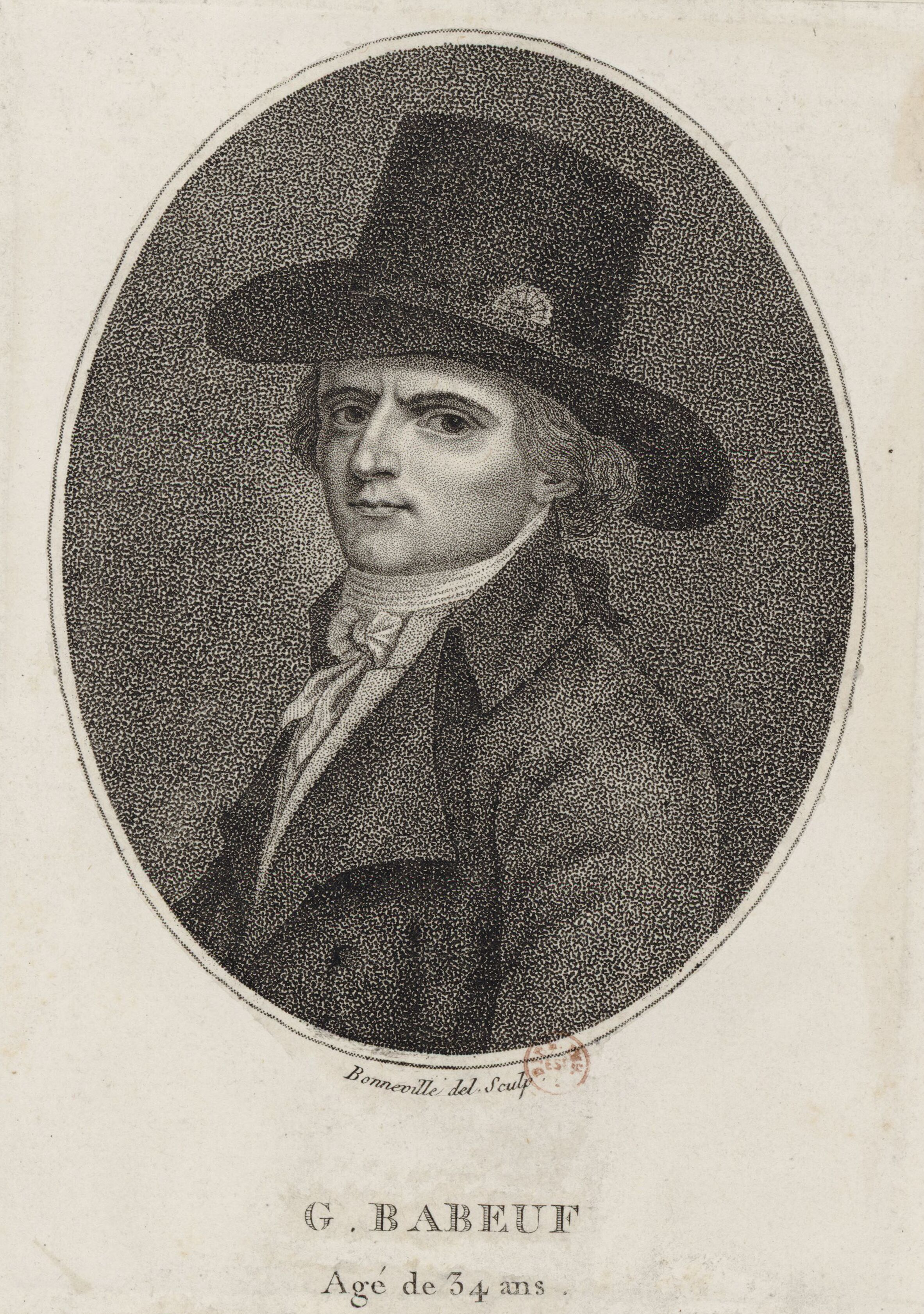
François-Noël Babeuf

Tijdens de Franse Revolutie staken boeren kastelen in brand en eigende de landerijen van de grootgrondbezitters toe. De jakobijnen legaliseerden de onteigeningen door boeren. De jacobijnen hadden het recht op eigendom in de Verklaring van de Rechten van de Mens en de Burger opgenomen. De jacobijnen voerden cijnskiesrecht in, waardoor alleen mensen die een hoge belasting betaalden mochten stemmen. Hierdoor mochten ongeveer 4,25 miljoen burgers van de 25 miljoen Fransen stemmen. In 1791 nam de Nationale Vergadering de Wet le Chapelier aan waardoor het verboden werd dat arbeiders zich zouden verenigen. De jacobijnen verboden ook de gilden. Het schrikbewind van de jacobijnen werd afgezet door de Directoire.

### Gracchus Babeuf en Filippo Buonarroti
Gracchus Babeuf en Filippo Buonarroti organiseerden een samenzwering om de Directoire af te zetten. Binnen de eerste organisatie van Babeuf waren verschillende ideologieën, maar deze organisatie werd grotendeels gearresteerd door de Franse politie. Babeuf begon in 1795 een nieuwe groep met communisten avant la lettre en sloot een bondgenootschap met een groep jacobijnen. Het plan van Babeuf was om met zijn klein groepje samenzweerders de macht te grijpen met de steun van het proletariaat. De nieuwe regering zou verkiezingen organiseren voor het parlement, waarbij alleen arbeiders zouden mogen stemmen. In de tussentijd zou de regering grote onteigeningen uitvoeren. In hun plan zou de regering het erfrecht afschaffen, zodat na tientallen jaren de meeste productiemiddelen en andere goederen staatseigendom werden. Alle geproduceerde goederen zouden worden opgeslagen in lokale magazijnen, waaruit de overheid aan iedere burger goederen uit zou verdelen. Er zou geen geld meer bestaan. De overheid verzekerde gelijk al haar burgers van een woning, kleding en voedsel. Het deïsme zou de staatsgodsdienst worden, maar er zou wel godsdienstvrijheid bestaan. De visie van Babeuf over de nieuwe maatschappij was geïnspireerd op het boek Code de la Nature. Babeuf dacht dat dit boek was geschreven door Denis Diderot, maar tegenwoordig is bekend dat Jean Morelly dit boek heeft geschreven. In de groep van Babeuf zat een politie-infiltrant waardoor de samenzweerders werden gearresteerd. In 1797 werd Babeuf ter dood veroordeeld. Buonarroti werd jaren later vrijgelaten en ging verder met propaganda.

### William Godwin

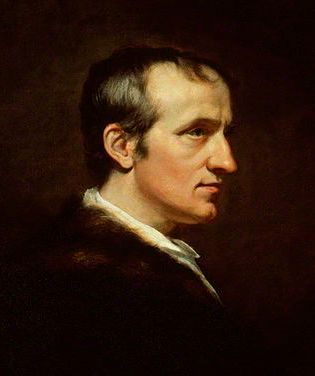
William Godwin

De Brit William Godwin wordt beschouwd als de eerste anarchistische theoreticus, hoewel Godwin zichzelf niet een anarchist noemde. William Godwin schreef zijn denkbeelden in het boek Enquiry Concerning Political Justice uit 1793. Godwin wilde dat iedere vorm van opgelegde autoriteit zou verdwijnen, inclusief de overheid. Hij was voorstander van vrijwillige samenwerking van individuen in lokale gemeenschappen. Volgens Godwin was immoreel gedrag het gevolg van onwetendheid over de principes van moraal en rechtvaardigheid. Hij vond dat een anarchistische samenleving vreedzaam verwezenlijkt moest worden. Alle grond en grondstoffen zouden aan iedereen toebehoren. Hij wilde dat het gehele concept van eigendom zou verdwijnen.

## Grondleggers van het moderne socialisme
De denkbeelden van Saint-Simon, Fourier en Owen worden soms met de term utopisch socialisme omschreven. Zij hadden de overeenkomst dat zij hun toekomstplannen in detail uitwerkten en dachten dat de rijkere klasse hun plannen zouden steunen. Zij verwerpen het gebruik van geweld.

### Charles Fourier

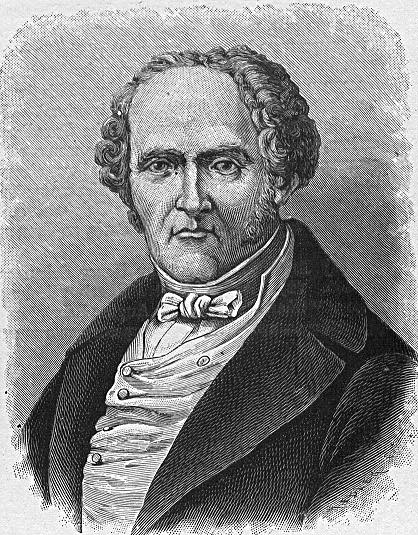
Charles Fourier

De Fransman Charles Fourier schreef in 1808 zijn eerste socialistische boek. Hij noemde zichzelf “het nederig werktuig, waarvan God zich heeft bediend om de nieuwe boodschap aan de aarde te brengen.” Fourier wilde zorgen voor de vervulling van passies van alle mensen door het werk leuk te maken. Fourier wilde dat arbeiders afwisselend werk zouden doen. Zijn plan was om in de bestaande maatschappij zo veel mogelijk gemeenschappen op te richten. Hij gaf de gemeenschap de naam phalange en de gebouwen werden phalanstéres genoemd. Fourier vond dat iedere phalange ongeveer 1600 bewoners moest hebben. In een phalange werden landbouw en industrie gecombineerd. Iedereen zou verdienen naar arbeidsuren, talent en ingelegde kapitaal. De geproduceerde goederen of de winst van het phalange zou verdeeld worden onder de bewoners en de investeerders. Investeerders in een phalange zouden dividend krijgen. Iedereen moest huur betalen voor hun kamers in de phalanstéres en voor luxere kamers moesten er hogere huren betaald worden. Iedere persoon zou zijn eigen persoonlijke kapitaal bezitten, waardoor men de mogelijkheid kreeg om met zijn kapitaal de phalange te verlaten en naar een ander phalange te gaan. Alle phalanges zouden onderdeel zijn van een wereldfederatie bestuurd door een heerser met de titel Omniarch die in Constantinopel zou zetelen. In de Verenigde Staten werden 29 phalanges opgericht die in de meeste gevallen slechts een aantal jaren bestonden.

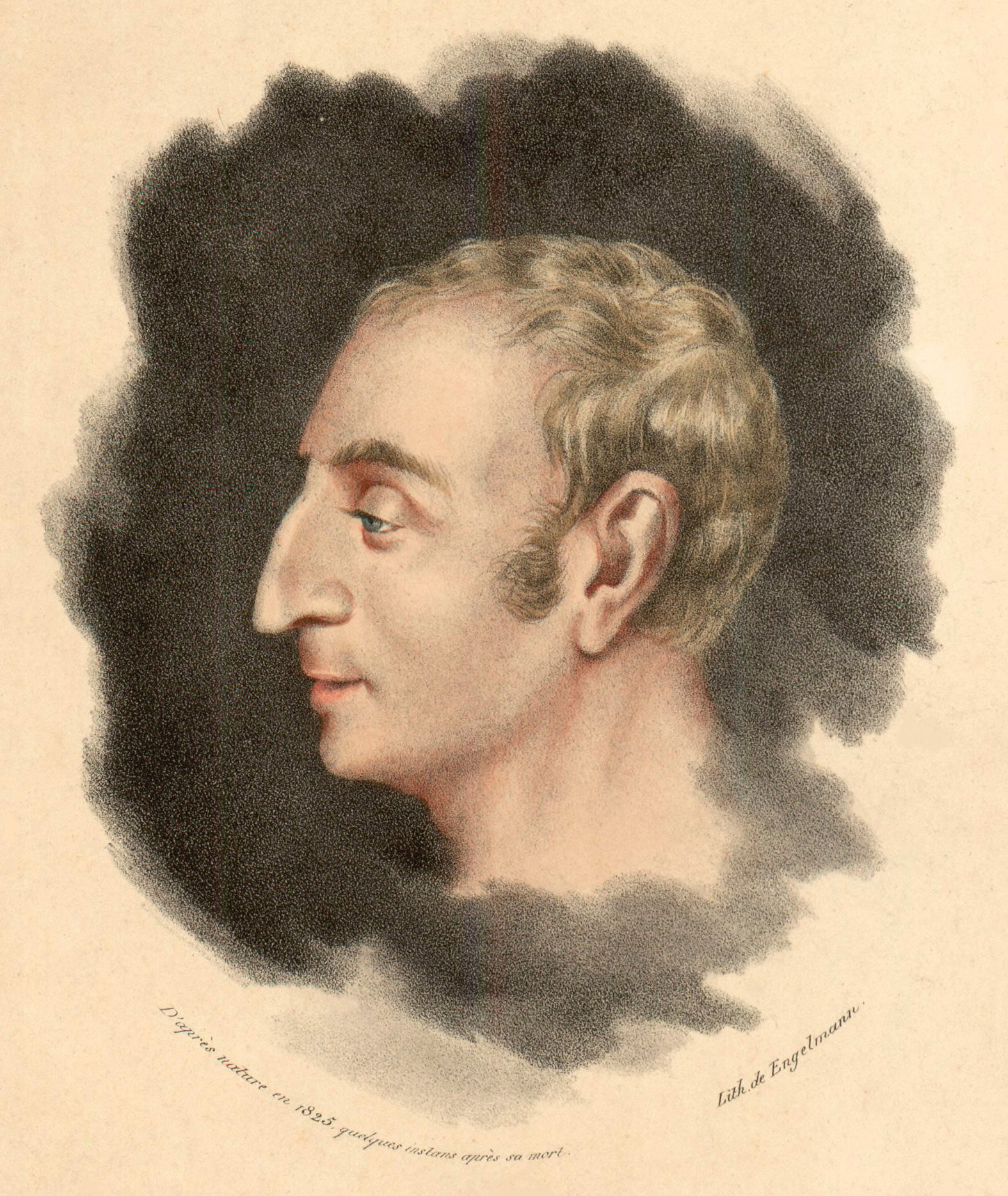
Saint-Simon

### Saint-Simon
De Fransman Claude Henri de Saint-Simon schreef in 1803 zijn eerste politieke geschrift, Lettres d’un Habitant de Genéve, maar dit geschrift raakte in de vergetelheid en werd pas teruggevonden na zijn dood. In 1817 schreef hij het boek L’Industrie waarin hij voor het eerst zijn socialistische ideeën uitte. Saint-Simon geloofde dat het bestuur van de maatschappij in handen zou komen van wetenschappers en grootindustriëlen. Saint-Simon deelde de samenleving in een productieve klasse en een niet-productieve klasse. In de onproductieve klasse zaten de adel, de geestelijke en soldaten. De productieve klasse bestond uit fabrikanten, bankiers, loonarbeiders, middenstanders, boeren en wetenschappers. De productieve klasse zou de macht moeten krijgen, zodat er een samenleving ontstond waar de meest bekwame personen de leiding hadden. De grote fabrikanten en bankiers zouden de macht over de overheid en de economie op zich nemen met wetenschappers als adviseurs. De industriële leiders zouden ieder afzonderlijk hun eigen bedrijf beheren, terwijl ze gezamenlijk de algemene economische planning bepaalden. Het doel was om zo volledige werkgelegenheid te krijgen en om voor de belangen van de arme arbeiders op te komen.
Volgens Saint-Simon moest elke Europese land bestuurd worden door de koning en het parlement. Hij pleitte voor een Europees Parlement gekozen door wetenschappers, fabrikanten en handelaars. Het Europees Parlement zou een Europese koning aanstellen. In zijn laatste boek uit 1825 beweerde Saint-Simon dat God sprak via zijn geschriften. Saint-Simon wordt gezien als een grondlegger van de meritocratie, want hij pleitte voor een hiërarchische indeling van de maatschappij naar bekwaamheid.

### Robert Owen

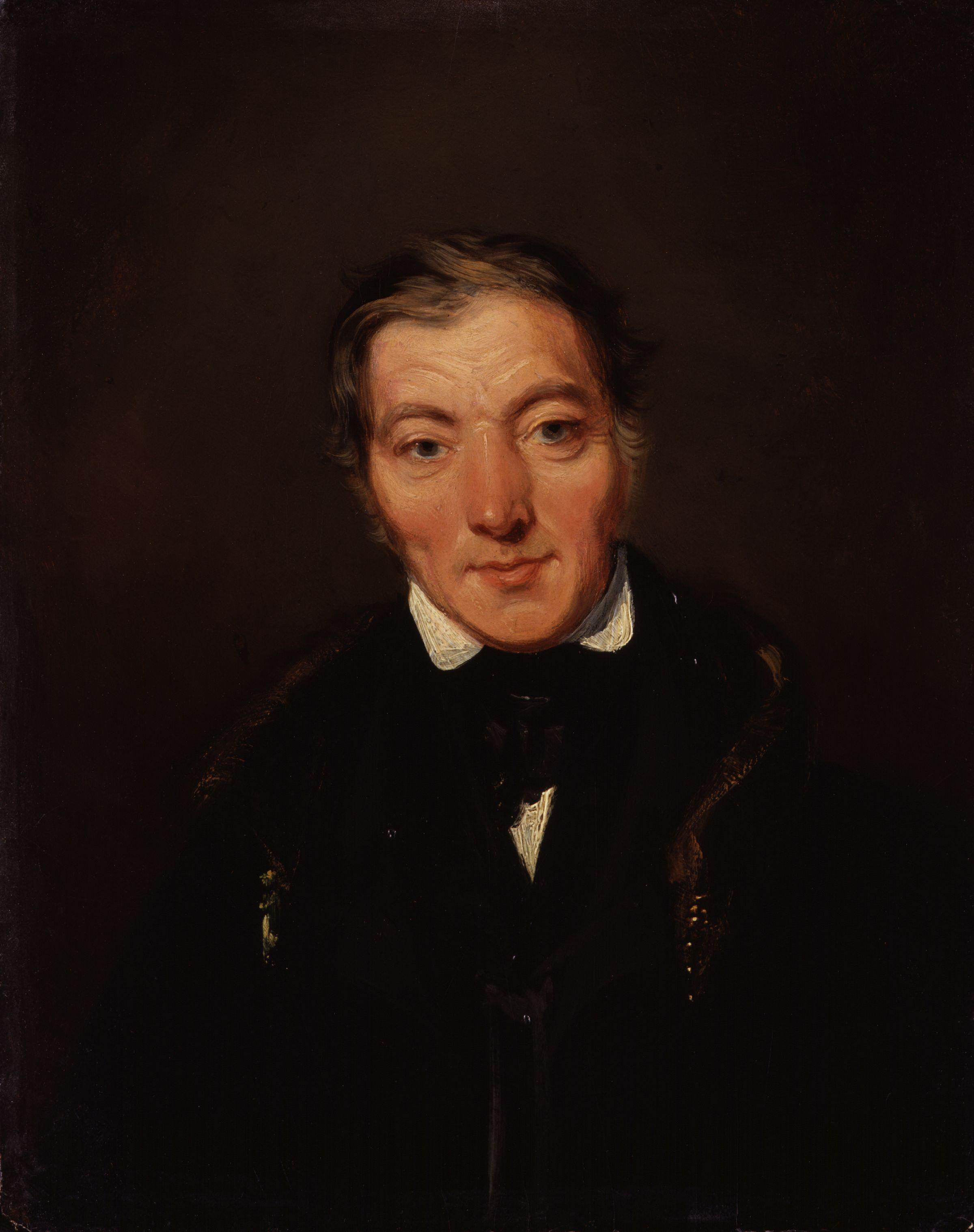
Robert Owen

De Brit Robert Owen was de eigenaar van de katoenweverij New Lanark. Hij verbood kinderen onder de tien jaar om te werken in de fabriek en zorgde dat iedere kind onderwijs kreeg. De arbeidsdag van veertien uur werd verminderd tot tien uur. Op het fabrieksterrein werd een magazijn opgericht waar de arbeiders producten voor inkoopprijs konden kopen, waardoor de prijs per product een kwart lager werd. Dit principe werd een voorbeeld voor de latere consumptiecoöperaties. Sinds 1812 pleitte Owen voor de invoering van arbeidsrechten. In samenwerking met parlementslid Robert Peel senior zorgde Owen voor de invoering van de arbeidswet van 1819. Owen pleitte voor de invoering van de achturige werkdag, wat uitgroeide tot een van de belangrijkste eisen binnen de socialistische beweging.
In 1817 maakte Owen zijn socialistische denkbeelden bekend. Owen pleitte voor het oprichten van coöperatiedorpen waar 500 tot 3000 mensen gezamenlijk zouden werken en wonen. Hij hoopte dat overheden en filantropen dit plan financieel zouden steunen. Een coöperatiedorp zou een coöperatie vormen op het gebied van industrie en landbouw. Een coöperatiedorp zou democratisch bestuurd worden door de leden. Een coöperatiedorp bestond uit een vierkant of parallellogram van huizen met een plein tussen de vier bebouwde zijden en zou een artsenpraktijk, ziekenhuis, school, kerkgebouw en magazijn bezitten. Buiten het vierkant of parallellogram liggen de akkers, fabrieken, stallen en werkplaatsen. Owen pleitte voor een ruilsysteem op basis van arbeidstijd. Van alle goederen zou men de gemiddelde hoeveelheid arbeidsuren benodigd voor de productie bepalen. Er zullen biljetten uitgebracht worden die een aantal standaard arbeidsuren symboliseren. Iedere lid van het coöperatiedorp zou worden uitbetaald naargelang het aantal gewerkte uren in deze biljetten waarmee zij producten konden kopen uit het magazijn. Er zou vrijwillig voor gekozen kunnen worden om gemeenschap van goederen in te voeren, waarbij alle overvloedige producten worden geplaatst in het lokale magazijn waaruit iedereen naar behoefte kon nemen.
De aanhangers van Owen waren de oprichters van een groot aantal coöperaties in Groot-Brittannië. In 1833 begon Owen een ruilbank in Londen. Daarnaast richtten owenisten een vakbond in Lancaster op die streed voor de invoering van de achturige werkdag. Owen werd de voorzitter van deze vakbond en een groot aantal plaatselijke vakverenigingen sloten zich aan, waardoor de vakbond al snel honderdduizend leden had. De fabrikanten braken de macht van de vakbond door een lock-out, waardoor het ledenaantal snel daalde. Hierdoor moest de vakbond worden opgeheven.

## Frankrijk van 1825 tot 1864

### De saint-simonisten
Barthlélemy-Prosper Enfantin en Saint-Amand Bazard waren volgelingen van Saint-Simon die na diens dood een religieuze sekte oprichten. Zij zagen Saint-Simon als de opvolger van Jezus. De saint-simonisten pleitten voor de afschaffing van het erfrecht van de productiemiddelen. Als een eigenaar van productiemiddelen zou sterven, dan zou de overheid diens productiemiddelen in bezit krijgen. De overheid zou dan de bekwaamste personen aanwijzen die tot hun dood de productiemiddelen zouden beheren. Ieder werkt naar vermogen en ontvangt een beloning naar resultaten. De overheid zou geregeerd worden door een priester van de saint-simonistische sekte.

### Philippe Buchez
Philippe Buchez wordt beschouwd als de grondlegger van de Franse coöperatiebeweging. Eerst was hij een aanhanger van Saint-Simon, maar hij nam afstand van de beweging toen het een religieuze sekte werd. In 1833 publiceerde hij zijn boek Introduction á la science de l’histoire. Buchez pleitte voor de oprichting van een centrale bank die geld zou verstrekken voor de oprichting van productiecoöperaties met als doel om de arbeiders te bevrijden van het kapitalistische loonsysteem. In 1848 was Buchez de locoburgemeester van Parijs en de voorzitter van het parlement.

### Jean Hyppolyte de Colins
Jean Hyppolyte de Colins was een Waalse Belg die zich liet naturaliseren tot Fransman om in dienst te kunnen bij het leger van Napoleon Bonaparte. Colins werd geïnspireerd door Saint-Simon. In 1834 schreef hij een boek waarin hij pleitte voor landnationalisatie. Vanaf 1850 noemde Colins zijn gedachtegoed het rationeel socialisme. De overheid zou het land en de productiemiddelen verhuren aan individuen en coöperaties die ermee wilden werken. De spoorwegen en de mijnen zouden door de overheid bestuurd worden. Colins wilde via een hoge erfenisbelasting het rationeel socialisme bereiken.

### Louis Auguste Blanqui

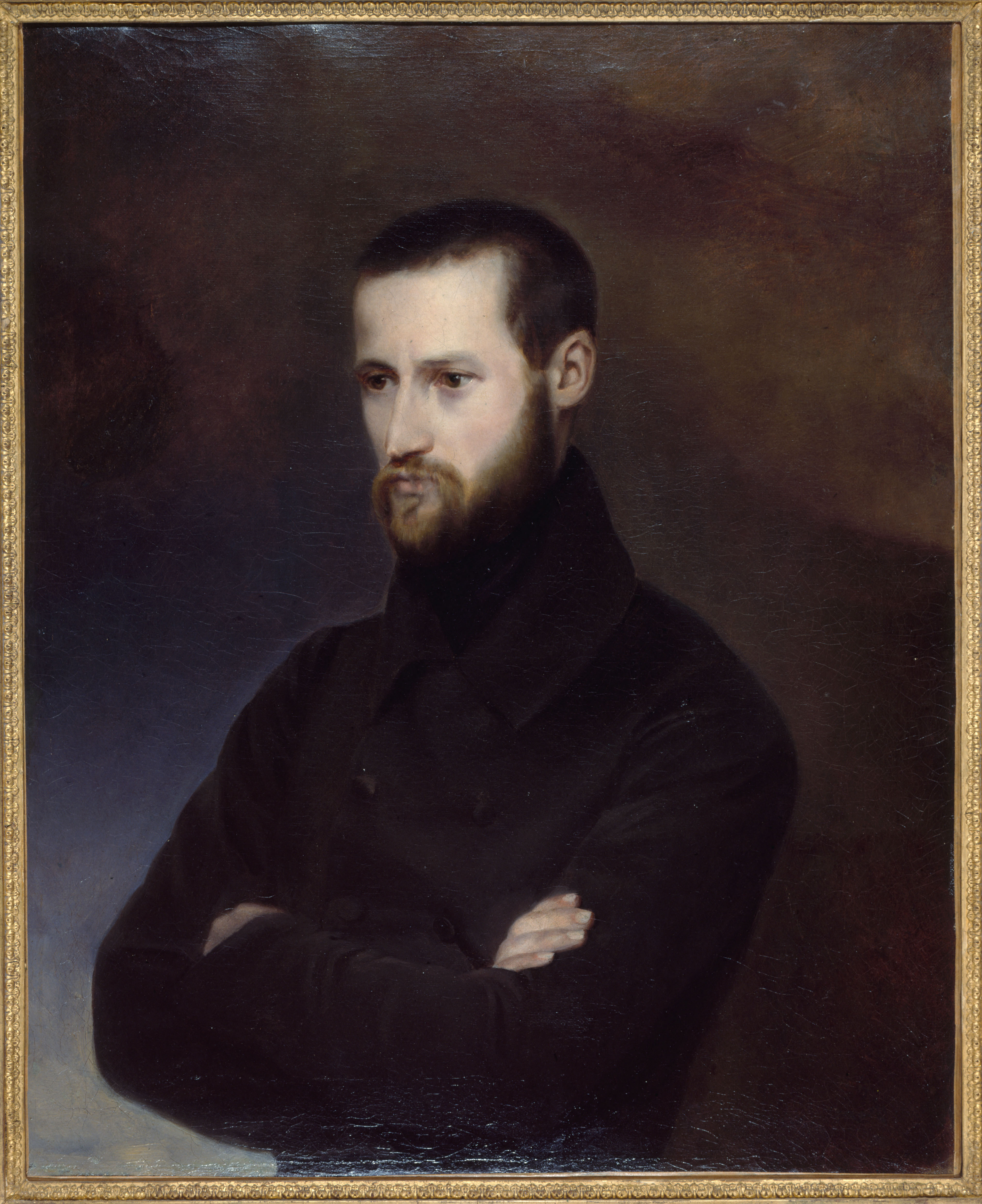
Louis Auguste Blanqui

Louis Auguste Blanqui werd na de Julirevolutie een journalist bij de saint-simonistische krant van Pierre Leroux. Blanqui was bevriend met Buonarroti die samen met Babeuf de samenzwering der Gelijken had opgezet. In 1832 organiseerde de geheime organisatie waarvan Blanqui en Buonarroti lid waren een republikeinse opstand in Parijs, maar deze opstand mislukte. Blanqui werd veroordeeld tot één jaar gevangenisstraf. Na zijn vrijlating richtte Blanqui in 1835 de communistische organisatie Genootschap van de Families op. Het genootschap had ongeveer 1200 leden en de meerderheid waren aanhangers van Babeuf en Buonarroti. Deze organisatie was een staatsgreep aan het plannen, maar de politie arresteerde de leiders. In 1837 werd Blanqui vrijgelaten. Hierna richtte Blanqui een nieuwe organisatie op met de naam Genootschap der Seizoenen. In mei 1839 begon deze organisatie een opstand met 600 samenzweerders, waarvan de politie al voorbereid op was. De opstand mislukte en de meeste samenzweerders werden gearresteerd.
Blanqui besteedde weinig aandacht aan het beschrijven van de toekomstige communistische samenleving, want hij vond dat men zich moest concentreren op de staatsgreep. De samenzweerders zouden snel steun moeten krijgen van het proletariaat om de staatsgreep te laten slagen. Na een succesvolle staatsgreep zou een dictatuur ingesteld worden. De dictatuur zou het volk voorbereiden voor het communisme. In eerste instantie zouden de kapitalistische verhoudingen blijven bestaan. Langzaamaan zou de overheid steeds meer productiemiddelen nationaliseren via hoge erfenisbelastingen.

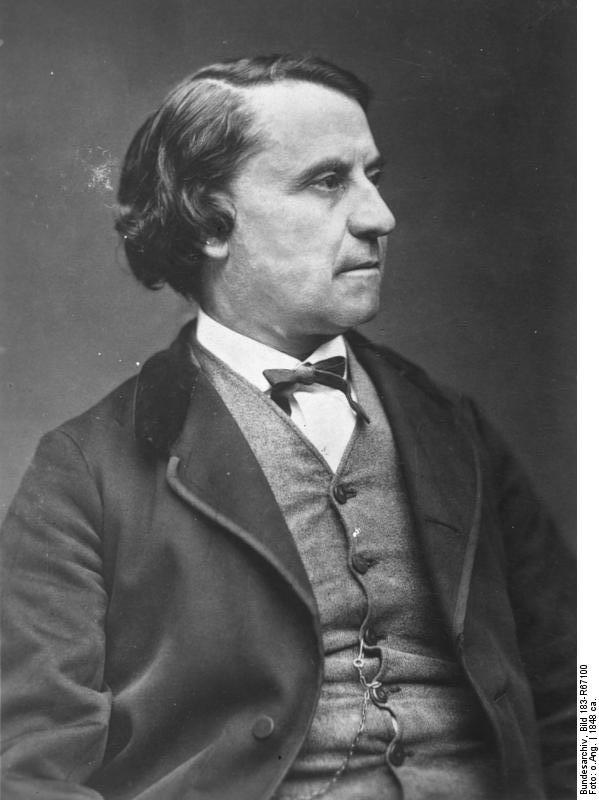
Louis Blanc

### Louis Blanc
Louis Blanc beschreef zijn socialistische denkbeelden in zijn boek L’Organisation du Travail uit 1839. Hij werd geïnspireerd door Buchez. Volgens Blanc had iedere burger het recht op arbeid. Blanc wilde eerst algemeen kiesrecht bemachtigen, zodat het socialisme op democratische en vreedzame wijze gerealiseerd kon worden. Spoorwegen en nutsvoorzieningen moesten genationaliseerd worden. Alle andere bedrijven zouden beheerd worden door democratische arbeidersassociaties. De oprichting van deze arbeidsassociaties zou gefinancierd worden met leningen verstrekt door de overheid. Blanc dacht dat de arbeidersassociatie de kapitalistische bedrijven zouden wegconcurreren. De arbeidersassociaties zouden wettelijk verplichte statuten krijgen voorgeschreven door het parlement, zodat de arbeiders deze associaties niet als hun eigendom zouden beschouwen. Verschillende associaties in dezelfde sector zouden verenigd zijn in Ateliers Nationaux om de gezamenlijke economische planning te bepalen. De arbeiders kiezen de functionarissen in de overkoepelende Arteliers Nationaux. De verschillende Ateliers Nationaux zouden weer ondergeschikt zijn aan de regering. Op de lange termijn zou de ongelijke lonen in de arbeidersassociaties plaatsmaken voor gelijke lonen die hoog genoeg waren om alle behoeften te kunnen vervullen. Blanc formuleerde deze verdeling tijdens een toespraak op 3 april 1848 met de leuze: “Van ieder naar vermogen, aan ieder naar behoefte.” Deze leuze had grote invloed op andere socialistische denkers, hoewel zij de leuze gebruikten in de betekenis dat iedereen vrij kon nemen naar behoeften in plaats van het krijgen van loon.

### Étienne Cabet

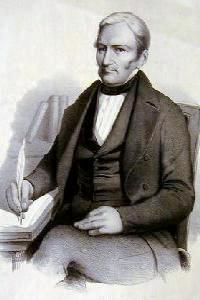
Étienne Cabet

Étienne Cabet raakte na het lezen van het boek Utopia van Thomas More geïnteresseerd in maatschappelijke hervorming. Cabet publiceerde in 1840 het boek Voyage en Icarie. Cabet vond dat alle productiemiddelen het eigendom moest worden van de overheid. Iedere burger van de communistische republiek krijgt consumptiegoederen naar behoefte. De gehele maatschappij staat op hetzelfde uur op, werkt op dezelfde tijdstip, eten hun ontbijt en lunch gezamenlijk in eetzalen en gaan op hetzelfde tijdstip naar bed. Vrijheid van meningsuiting werd sterk ingeperkt. Het christendom zou de staatsgodsdienst zijn en kritiek op het christendom was verboden. De aanhangers van Cabet waren de eersten die zichzelf “communist” noemden. Blanqui en aanhangers van Babeuf namen later de term “communist” over. Het communisme moest volgens Cabet vreedzaam verwezenlijkt worden via verkiezingen en het invoeren van hoge erfenisbelastingen. In 1847 gingen Cabet met honderden volgelingen naar de Verenigde Staten om daar een nederzetting op te richten. Er ontstond ruzie en de gemeenschap viel uit elkaar.

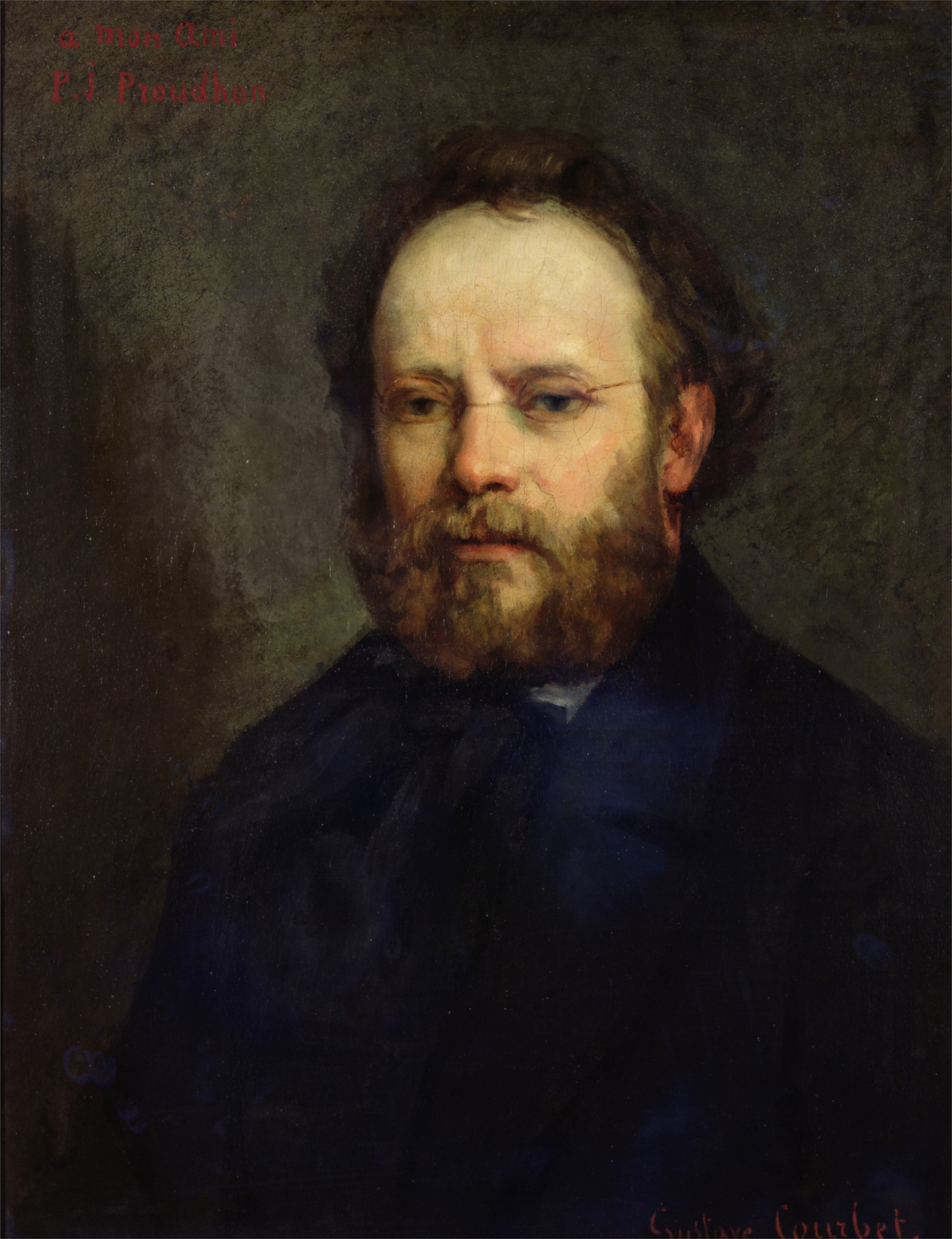
Pierre-Joseph Proudhon

### Pierre-Joseph Proudhon
Pierre-Joseph Proudhon was de eerste persoon die zichzelf anarchist noemde en bedacht de term anarchisme in 1840. Proudhon wilde de wetten vervangen door vrijwillige afspraken gebaseerd op rechtsgelijkheid en wederkerigheid. In de plaats van de Staat zou een federatie van zelfstandige gemeenschappen komen. Proudhon was in eerste instantie tegen eigendom en gebruikte de leuze “eigendom is diefstal”. Proudhon was voor vruchtgebruik, wat betekent dat iemand die arbeid uitoefent op bijvoorbeeld een stuk land zeggenschap krijgt over dit land. Maar als de boer of bewoner geen gebruik maakt of arbeid levert op een object, dan vervalt het zeggenschapsrecht en mag iemand anders er gebruik van maken. Proudhon wilde het anarchisme verwezenlijken door middel van mutualistische banken. Een mutualistische bank is een bank die aan iedereen kosteloos leningen zou verstrekken. Iedereen die aangesloten was bij de bank kon zijn geproduceerde spullen in ruilen voor waardebonnen waarmee ze goederen en diensten konden kopen bij de ruilbank. De leningen waren renteloos, maar voor de instandhouding van de ruilbank moesten de leden een kleine vergoeding betalen. De hoeveelheid waardebonnen voor een product is gebaseerd op de gemiddelde arbeidsuren die eraan besteed is. In eerste instantie gebruikte Proudhon de term socialisme niet, maar hij nam de term over omdat anderen hem een socialist noemden. Hierdoor stond het anarchisme bekend als een vorm van socialisme.

### Constantin Pecqueur
Constantin Pecqueur was eerst een aanhanger van Saint-Simon, maar ontwikkelde in 1842 zijn eigen stelsel, waarvoor hij het woord collectivisme bedacht en muntte. Volgens Pecqueur had God de aarde aan alle mensen gegeven en daarom moesten alle productiemiddelen het gemeenschappelijke eigendom worden van de gehele samenleving. Pecqueur zag de komst van het collectivisme als onvermijdelijk omdat het Gods wil zou zijn. Volgens Pecqueur zorgt de introductie van nieuwe technologieën ervoor dat kleine bedrijven worden weggeconcurreerd door grote bedrijven. Hierdoor wordt de grond en grondstoffen gecentraliseerd bij aandeelgebaseerde bedrijven. Naast deze onvermijdelijke economische ontwikkeling voedt de Goddelijke voorzienigheid de gehele bevolking op tot een geschikte zedelijke peil. Hierdoor zouden de kapitalisten besluiten om de loonarbeiders een aandeel in de winst te verlenen. Het land en de productiemiddelen zouden eigendom van de overheid worden en iedereen zou werknemer worden van de democratische overheid. De consumptiegoederen die men kocht zou in privé-eigendom zijn – dit in tegenstelling tot de communisten. God zou ervoor zorgen dat de hele wereld geregeerd zou worden door een wereldregering.

### Revolutie van 1848
In het revolutiejaar 1848 speelden socialisten in de meeste landen slechts een kleine rol. De revoluties waren voornamelijk democratische, republikeinse of nationalistische aangelegenheden. Alleen in Frankrijk speelden socialisten een belangrijke rol. Op 24 februari 1848 brak in Frankrijk een revolutie uit, omdat de koning van plan was om het kiesrecht verder te beperken. De Nationale Garde weigerde om op de demonstranten te schieten, waarna de koning wegvluchtte. In de nieuwe republikeinse regering zaten de socialisten Louis Blanc en Alexandre Ledru-Rollin. Louis Blanc werd de voorzitter van de commissie voor economische hervormingen, waarin onder andere ook Buchez en Pecqueur zaten. Dankzij Louis Blanc en Ledru-Rollin voerde de republiek het algemeen kiesrecht in.
De regering zette werkverschaffingsprojecten op die ze Arteliers Nationaux noemde. De naam kwam uit de geschriften van Louis Blanc, maar inhoudelijk kwam het niet overeen. Deze organisaties waren opgericht door de liberale ministers in de regering om de ideeën van Blanc zwart te maken. Na de verkiezingen van mei 1848 besloot de nieuwe regering om de nationale werkplaatsen te sluiten, waar 110.000 mensen bij werkten. Een groot deel van de werknemers kwamen op 23 juni 1848 in opstand. Deze Juni-opstand werd hard neergeslagen, waarbij duizenden arbeiders omkwamen. Na de opstand werden ongeveer drieduizend arbeiders geëxecuteerd. De conservatieve republikeinen, legitimisten en orleanisten stelden Louis Blanc verantwoordelijk voor de opstand, terwijl hij er niks mee te maken had. Louis Blanc vluchtte naar Londen.
Ledru-Rollin organiseerde de sociaaldemocratische partij. De sociaaldemocraten wilden via vreedzame en democratische middelen een aantal eisen verwezenlijken, zoals algemeen kiesrecht, behoud van de republiek, belastingverlagingen, arbeidsrechten en in navolging van Blanc en Buchez het verlenen van steun aan arbeiders voor de oprichting van coöperaties. Bij de Franse presidentsverkiezingen van 1848 deed Ledru-Rollin mee als kandidaat en kreeg 370.000 stemmen. Bij deze verkiezingen werd Louis Bonaparte tot president gekozen. De groep rond de sociaaldemocraten en de sociaalliberale republikeinen haalde bij de verkiezingen van 1849 meer dan 200 afgevaardigden in het parlement, op een totaal van 750 leden. Louis Bonaparte en de nieuwe regering vielen de Romeinse republiek van 1849 aan, om de macht van de paus te herstellen. De Franse grondwet werd hiermee geschonden omdat het parlement geen toestemming had gegeven voor deze militaire expeditie. Ledru-Rollin stelde een aanklacht in tegen Bonaparte wegens schending van de grondwet. De sociaaldemocraten organiseerden een demonstratie die met geweld werd onderdrukt. De leiders van de sociaaldemocraten werden gevangengenomen. Louis Bonaparte pleegde in december 1851 een staatsgreep en kroonde zichzelf tot keizer Napoleon III. Tot 1864 was het socialisme grotendeels uitgeschakeld in Frankrijk.

## Groot-Brittannië van 1835 tot 1864

### Chartisme

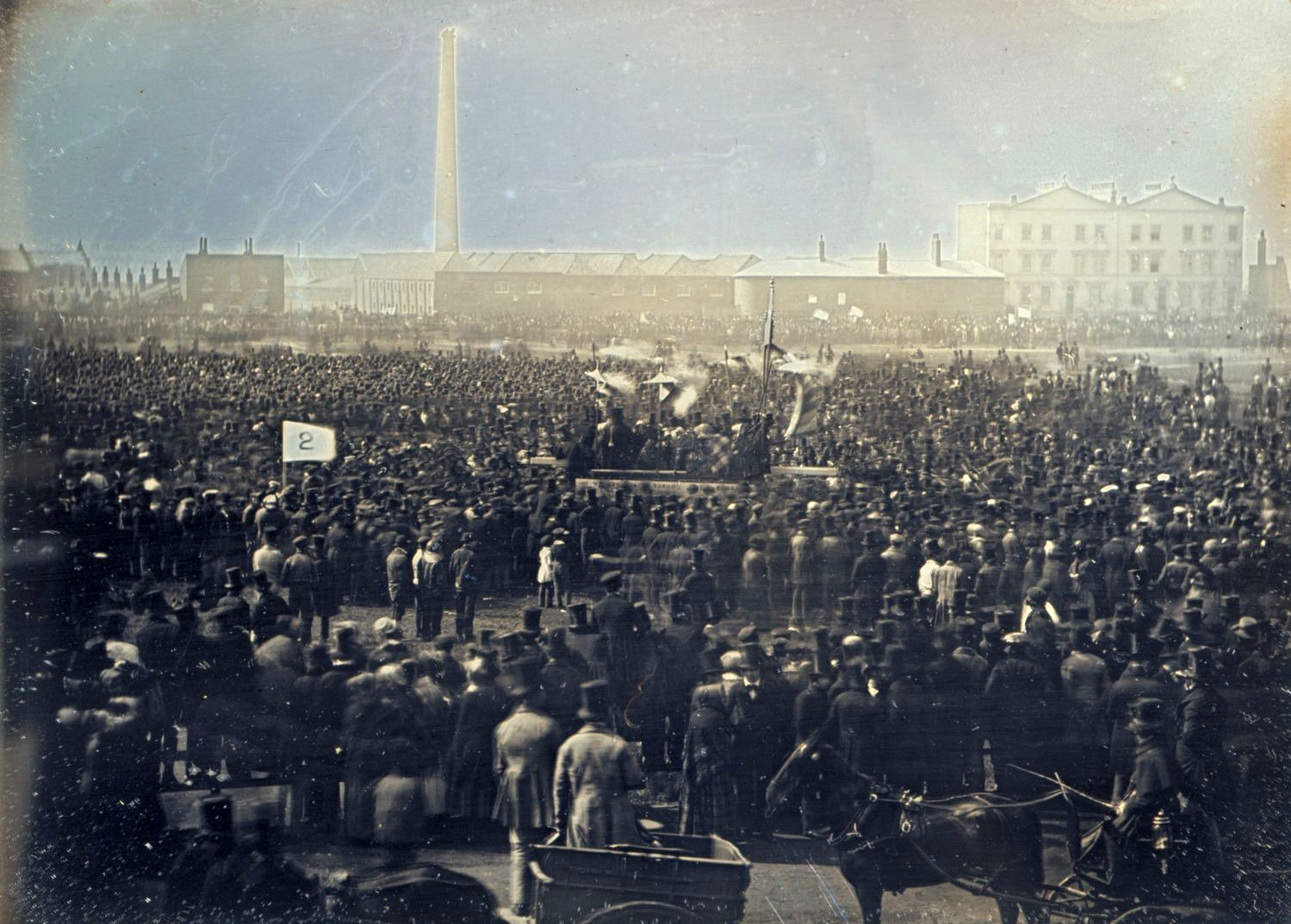
Bijeenkomst van chartisten.

In 1838 werd de Peoples Charter (Volkshandvest) gepubliceerd door arbeiders die actief waren in de owenistische beweging. De belangrijkste opstellers was de meubelmaker William Lovett, die eerder actief was in de owenistische beweging en de vakbeweging. Voorstanders van de invoering van het Volkshandvest noemden zichzelf chartisten. Het chartisme was een samenwerkingsverband van socialisten en radicale liberalen.
Het Volkshandvest bestond uit de volgende 6 punten:
- Algemeen kiesrecht voor mannen ouder dan 21 jaar.
- Jaarlijkse parlementsverkiezingen.
- Betaling van parlementsleden.
- Geheime stemming.
- Indeling in gelijke kiesdistricten.
- Afschaffing van de eis dat een kandidaat moest beschikken over land ter waarde van 300 pond sterling.

Er werd een petitie opgesteld om de eisen uit het Volkshandvest kracht bij te zetten. Robert Owen sprak zijn steun uit aan het Volkshandvest en plaatste chartistische artikelen in zijn krant. Op 14 juni 1839 werd de petitie met ongeveer 1.280.000 handtekeningen overhandigd aan het parlement, maar de voorstellen uit het Volkshandvest werden afgewezen. In mei 1842 werd een tweede petitie bij het parlement ingediend ondertekend door 3.315.000 mensen, maar werd ook afgewezen. De derde petitie in 1848 werd ook afgewezen. Vanaf 1848 leed het chartisme een zieltogend bestaan, hoewel de National Chartist Association tot 1859 bleef bestaan.
De socialistische chartisten zagen het Volkshandvest als een tussenstap om het lot van de arbeidende klasse te verbeteren. Naast aanhangers van Owen had de chartist Feargus O’Connor zijn eigen socialistische denkbeelden. Feargus O’Connor beschreef zijn economische denkbeelden in zijn boek A practical work on the management of small Farms uit 1843. Feargus O’Connor wilde dat iedere arbeider een stuk land zou hebben op het platteland. Arbeiders konden aandelen kopen in het bedrijf, waardoor het bedrijf genoeg geld had om grond te kopen die zou worden verdeeld in percelen van 8 of 16 hectaren. Tussen 1844 en 1848 werden vijf landgoederen gekocht. De percelen werden verloot aan de leden, die zouden de percelen pachten van het bedrijf. Het hoofdbestuur van de chartisten steunde dit plan die bekendstond als de Chartists Land Scheme. In 1848 verbood de Britse overheid het plan.

### Andere Britse socialisten
Volgens de owenistische economen William Thompson en John Francis Bray hadden de arbeiders het recht op de geproduceerde producten en het beheer van de productiemiddelen, omdat volgens de Ricardiaanse arbeidswaardetheorie alle waarde voortkomt uit arbeid. Het deel van de waarde dat de kapitalisten zich toe-eigende noemde Thompson en Bray in navolging van Sismondi “meerwaarde”. Thompson probeerde de denkbeelden van Owen te verwezenlijken op zijn landgoed in Ierland. Karl Marx nam verschillende economische denkbeelden van Thompson en Bray over.
Frederic Denison Maurice was een protestantse predikant die in 1849 de Vereniging ter bevordering van associaties van werklieden en het blad Christian Socialist oprichtte. De vereniging ijverde net zoals Owen voor de oprichting van coöperaties. Het doel van Maurice was dat alle arbeiders lid zouden worden van coöperaties door middel van een fonds dat werd aangevuld met spaargeld van de aangesloten arbeiders.
Van ongeveer 1850 tot 1864 was het socialisme grotendeels uitgeschakeld als massabeweging in Groot-Brittannië door de nederlaag van de chartisten.

## Duitsland van 1835 tot 1864
In Duitsland waren er aanhangers van Saint-Simon, Fourier en Owen actief. Vanaf 1837 verschenen originele socialistische denkers in Duitsland.

### Karl Rodbertus

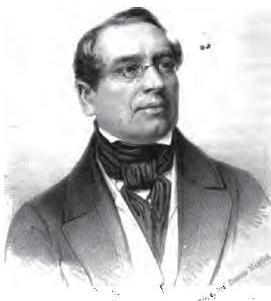
Karl Rodbertus

Karl Rodbertus publiceerde in 1837 zijn eerste socialistische pamflet. In 1842 verscheen zijn boek Zur Erkentniss unserer Staatswirthschaftlichen Zustände. Volgens Rodbertus zal in het kapitalisme de lonen van de arbeiders altijd op het niveau van de minimale benodigde bestaansmiddelen schommelen. Rodbertus wilde geld vervangen door arbeidswaardebonnen. De prijs van iedere product is de gemiddelde arbeidsuren benodigd voor het produceren van het betreffende product. De arbeidswaardebonnen waren al bedacht door Robert Owen. Volgens Rodbertus zouden alle economische crisissen verdwijnen als arbeiders het equivalent van hun geproduceerde waarde zouden krijgen. Het equivalent van de arbeider was volgens Rodbertus ongeveer 30% van de geproduceerde waarde. De kapitalist en de grondeigenaar zouden ieder 30% krijgen en de overheid krijgt de overige 10%. Rodbertus zag dit plan als een tussenstadium voor het uiteindelijke Christen-Sociale Stadium. In de Christen-Sociale Stadium zouden alle productiemiddelen in eigendom zijn van de overheid. Alleen het loon van de werknemers en de spullen die hij daarmee koopt zou individueel eigendom zijn. Rodbertus verwachtte dat dit eindstadium pas na vijfhonderd jaar verwezenlijkt zou worden.

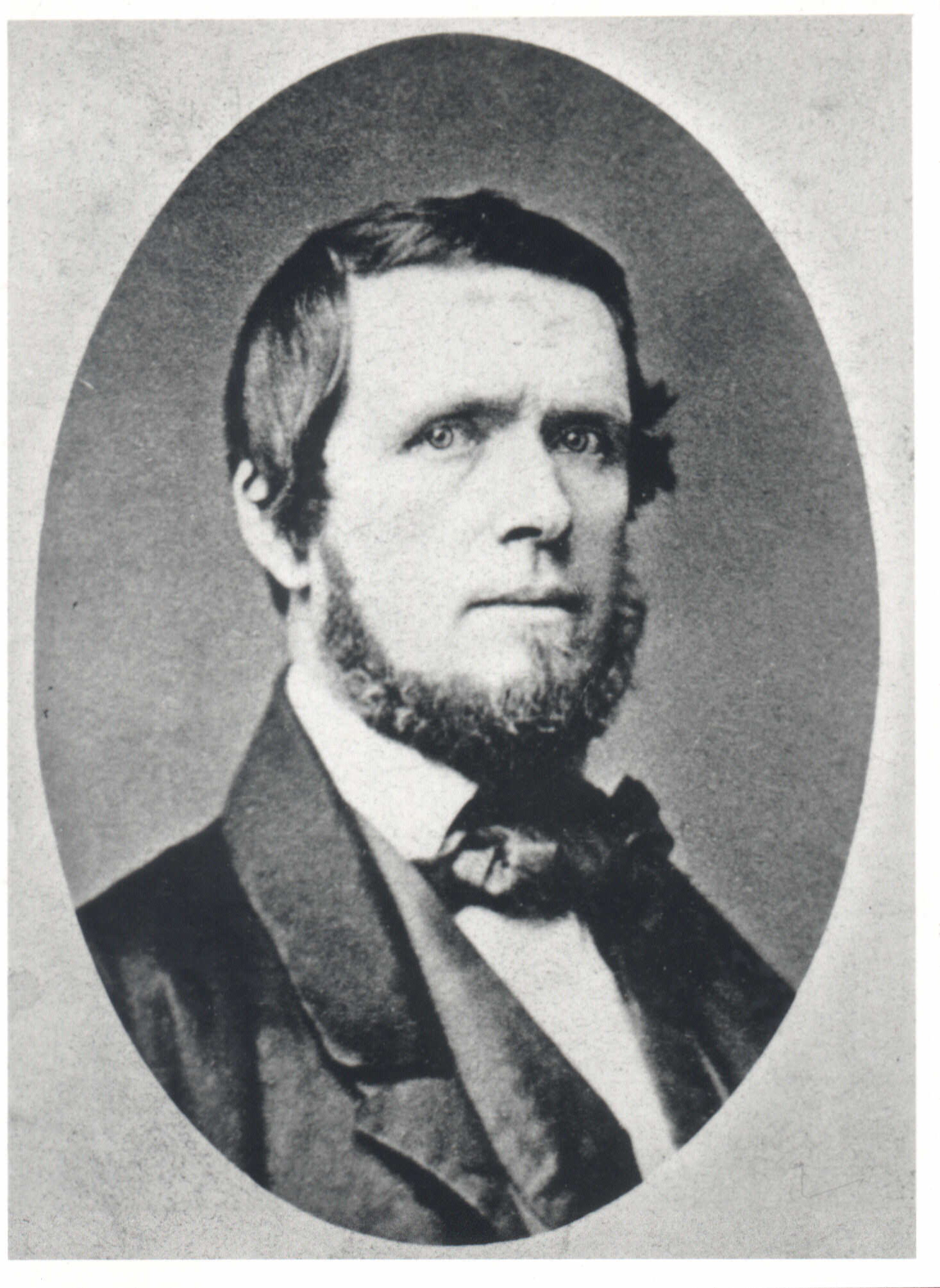
Wilhelm Weitling

### Wilhelm Weitling
In 1834 werd in Frankrijk de Bond van Ballingen opgericht door Duitse ballingen. Deze organisatie streed voor een verenigde en democratische Duitsland. De socialistische vleugel richtte in 1836 de Bond der Rechtvaardigen op. Zij waren aanhangers van Fourier, Saint-Simon en Buchez. Langzamerhand raakte de organisatie in de ban van de denkbeelden van Cabet en Blanqui. De Bond der Rechtvaardigen bestond uit 1300 leden en had afdelingen in Duitsland, Frankrijk en Zwitserland. In opdracht van de Bond der Rechtvaardigen schreef kleermaker Wilhelm Weitling in 1838 het communistische geschrift De mensheid zoals zij is en zoals zij behoort te zijn. De leiding van de Bond kwam in handen van de Weitling. De Bond der Rechtvaardigen deed mee met de mislukte staatsgreep van Blanqui in 1839. Na de mislukte staatsgreep vluchtte een deel van de organisatie naar Londen en Brussel.
Weitling werd geïnspireerd door Babeuf, Blanqui, Saint-Simon en Cabet. Weitling vestigde zich in 1836 in Parijs, waar hij in persoonlijk contact kwam met Cabet en Blanqui. In 1842 bracht hij zijn boek Waarborgen voor harmonie en vrijheid uit. In navolging van Cabet schetste Weitling het communisme als een samenleving met staatseigendom van de productiemiddelen en de verdeling naar behoefte. Weitling geloofde dat Jezus lid was van een revolutionaire communistische bond van Essenen die pleitte voor gemeenschappelijke eigendom van goederen. In navolging van Blanqui was Weitling van mening dat het communisme bereikt moest worden door een staatsgreep. Weitling was een tegenstander van democratie en vond dat de meest bekwame personen de leiding moesten krijgen. Daarom zou een systeem van examens ingericht worden. In de overheid zou een senaat en een opperste raad bestaan. De senaat zou bestaan uit de administratieve leiders van de verschillende productietakken. De opperste raad bestond uit drie wetenschappers die worden gekozen door hun goede resultaten bij examens. De senaat is ondergeschikt aan het trio. De senaat stelt verschillende tentamens op waarmee de kennis van het wetenschappelijke trio wordt getest om vast te stellen of ze nog geschikt zijn.

### Karl Marx en Friedrich Engels

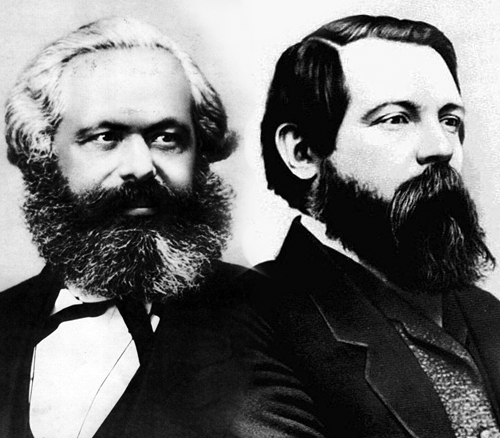
Karl Marx (links) en Friedrich Engels (rechts)

Karl Marx en Friedrich Engels zijn de grondleggers van het marxisme. Voor 1842 had Marx al kennis gemaakt met de denkbeelden van Saint-Simon, Cabet, Fourier en Proudhon. In 1843 schreef Marx zijn eerste twee communistische artikelen die in februari 1844 werden gepubliceerd in de Rheinische Zeitung. Ook Friedrich Engels publiceerde twee artikelen in deze editie. Marx en Engels hadden elkaar ontmoet in 1842, maar pas in 1844 gingen ze samenwerken. Friedrich Engels was de zoon van een Duitse fabrikant in Engeland. Engels vertrok in 1842 naar Manchester om leiding te geven aan een textielfabriek van zijn vader. Engels leverde een aantal bijdragen aan de krant van Robert Owen en de krant van de chartist Feargus O’Conner.
Marx en Engels werden lid van de Bond der Rechtvaardigen van Weitling. Engels beschouwde Weitling als de “oprichter van het Duitse communisme.” In 1847 veranderde de Bond der Rechtvaardigen haar naam in Bond der Communisten. Marx en Engels kregen de opdracht om een manifest te schrijven voor de bond wat uiteindelijk het Communistisch Manifest werd. Het Communistisch Manifest werd uitgebracht in een oplage van 1000 en had geen direct invloed op de revoluties van 1848. In 1850 fuseerde de Bond van Communisten met Britse blanquisten.
Volgens Marx was de komst van het communisme onvermijdelijk door de economische ontwikkeling van het kapitalisme. De economische ontwikkeling wordt volgens Marx bepaald door veranderingen in de productiekrachten die op hun beurt weer veranderingen veroorzaken in de verhoudingen (relaties) die de mensen met elkaar aangaan in het productieproces. De productiekrachten en productieverhoudingen bepalen volgens Marx maatgevend de ontwikkeling op het gebied van recht, godsdienst en kunst. Volgens Marx zouden steeds meer middenstanders weg worden geconcurreerd door de kapitalisten. Door centralisatie van het kapitaal worden grote aantallen arbeiders in een klein aantal fabrieken samengebracht. Hierdoor gaat de arbeidersklasse zich organiseren voor het verbeteren van hun lot. Bij een extreme economische crisis ontstaat een revolutie. De arbeidersklasse zou de staatsmacht veroveren om zo de heersende klasse te worden tijdens de dictatuur van het proletariaat.
Marx maakte onderscheid tussen de eerste fase van de communistische maatschappij en de hoogste fase van de communistische maatschappij. Later gaven de marxisten aan de eerste fase van het communisme de naam socialisme. Tijdens het vroegste stadium van het communisme geldt het beginsel: Van elk naar zijn vermogen, aan elk naar zijn prestaties. Dit betekent dat loonarbeid nog wel bestaat in het lage stadium. Bij het vroegste stadium zijn de productiemiddelen in het bezit van de overheid. De laatste fase van het communisme heeft als hoofdbeginsel: Van ieder naar zijn vermogen, aan ieder naar zijn behoefte. Dit betekent dat iedereen in het communisme vrijwillig werkt naar diens mogelijkheden, terwijl iedereen mag nemen wat hij of zij wil.

### Ferdinand Lassalle

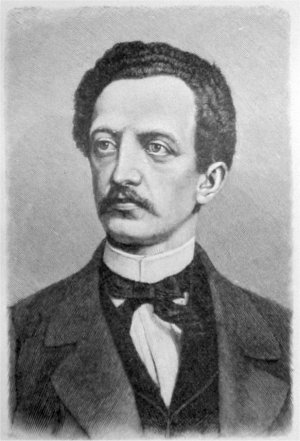
Ferdinand Lassalle

Ferdinand Lassalle liet zich inspireren door Louis Blanc en Phillipe Buchez voor zijn plannen, terwijl zijn economische gedachtegoed was gebaseerd op het idee van “ijzeren loonwet” van Rodbertus. De ijzeren loonwet is de theorie dat lonen schommelen rond de prijspijl dat net genoeg was voor de arbeiders om te overleven en zich voort te planten. Volgens Lassalle konden duurzame verbeteringen alleen optreden als het loonsysteem zou worden afgeschaft. Om het loonsysteem op te heffen, zou de overheid krediet verstrekken aan loonarbeiders om productiecoöperaties op te richten. Het uiteindelijke doel was de afschaffing van het privé-eigendom van de productiemiddelen, maar dat kon volgens Lassalle vermoedelijk pas over een eeuw gebeuren. In deze eindfase zou iedereen betaald krijgen naargelang gewerkte uren en de consumptiegoederen zouden privé-eigendom zijn, waarmee Lassalle verschilt van de communisten. Op 23 mei 1863 werd de Algemene Duitse Arbeidersvereniging opgericht met Lassalle als voorzitter. Aanhangers van Lassalle noemden zichzelf sociaaldemocraat in navolging van de Franse organisatie rond Ledru-Rollin. In 1864 stierf Lassalle ten gevolge van een duel. De Algemene Duitse Arbeidersvereniging had bij zijn dood ongeveer 4.000 leden.

## Russische Keizerrijk rond 1864

### Nihilisten
De Russische nihilisten vonden dat iedere autoriteit kritisch onderzocht moest worden. De Russische politieke beweging met de naam nihilisme moet niet verward worden met het filosofische nihilisme. De meeste nihilisten waren liberalen die de tsaristische autocratie wilde vervangen door een constitutionele monarchie of een republiek. De socialistische nihilisten werden geïnspireerd door Fourier, Saint-Simon en Blanqui. Sommige nihilisten waren anarchisten. In eerste instantie waren de nihilisten alleen vreedzaam, maar later pleegden nihilisten ook aanslagen. De Russische schrijver Nikolaj Tsjernysjevski had grote invloed op de nihilistische beweging met zijn roman Wat te doen? waar hij de levensstijl van een revolutionair beschreef die zijn leven in dienst stelde voor de vernietiging van de bestaande maatschappij om te vervangen door een staatssocialistische maatschappij. In 1862 riep de blanquist Zaitsjnevski in zijn manifest Jong Rusland op tot een gewelddadige machtsovername door een kleine groep samenzweerders, gevolgd door een revolutionaire dictatuur die alle grond en industrie zou nationaliseren.

### Michail Bakoenin

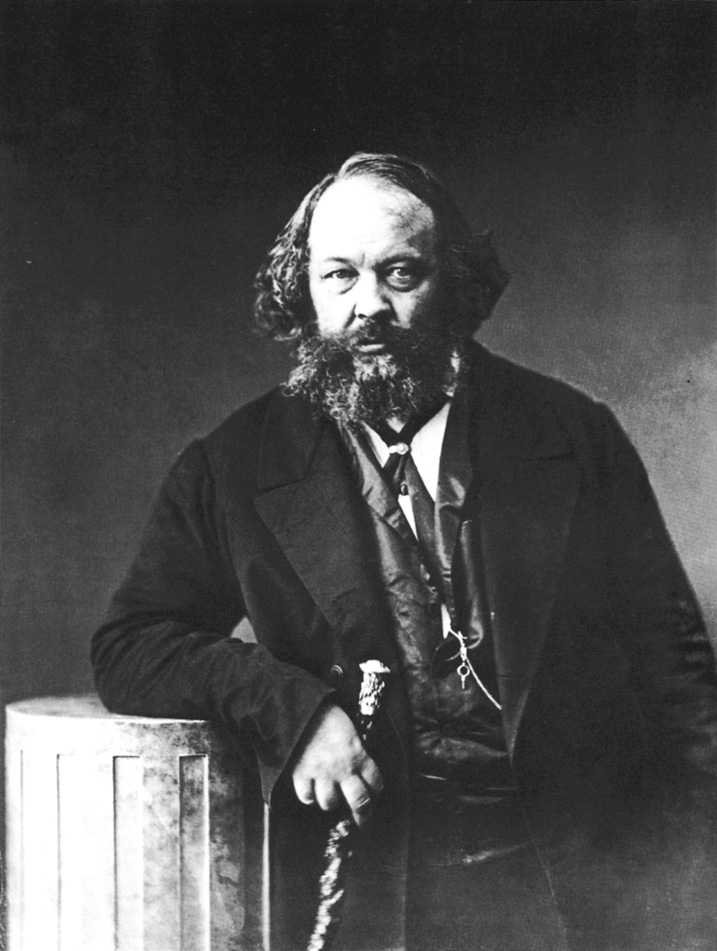
Michail Bakoenin

Michail Bakoenin werd rond 1866 een anarchist. Bakoenin was van mening dat de Staat en het kapitalisme moesten verdwijnen door een revolutie. Zijn visie op de gewenste anarchistische samenleving staat bekend als het collectief-anarchisme. Bakoenin pleitte ervoor dat de mensen zich vrijwillig zouden organiseren in arbeidersassociaties die zich zouden federaliseren met andere associaties. De inkomensverdeling binnen een associatie zou bepaald worden door de leden. De openbare ruimte zal door de inwoners van buurten, wijken en dorpen bestuurd worden. De beslissingen in de commune zouden door algemene vergaderingen geregeld worden en ook de communes zouden zich kunnen federaliseren. Iedere individu, associatie en commune heeft zelfbeschikkingsrecht en heeft op iedere moment het recht op uittreding. Iedere functionaris wordt gekozen en is op iedere moment afzetbaar.

## Periode van 1864 tot 1872

### Eerste Internationale tot 1871

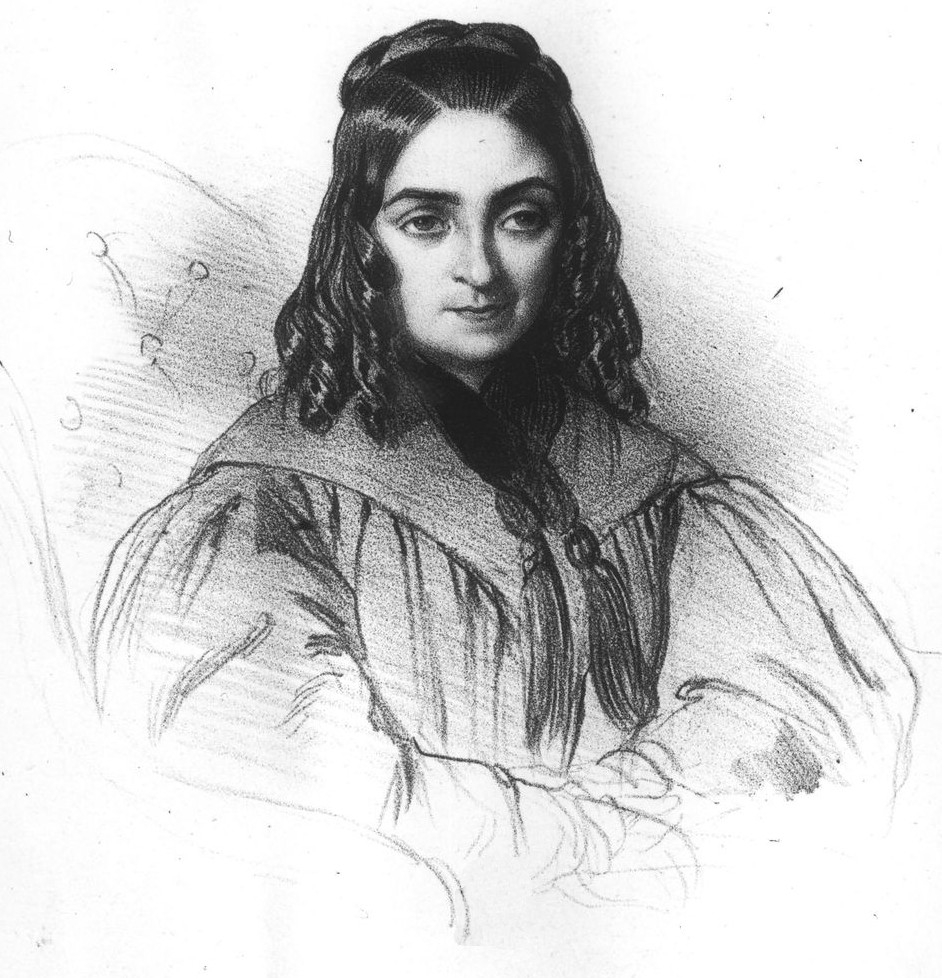
Flora Tristan

In 1864 werd de Internationale Arbeiders-Associatie opgericht, die tegenwoordig ook wel de Eerste Internationale wordt genoemd. Het idee van een internationale organisatie van arbeiders werd als eerst bepleit door Flora Tristan in 1843. De aanzet tot de oprichting van de Internationale Arbeidersassociatie werd in 1862 gelegd, toen de Franse regering een aantal arbeiders stuurden naar de Wereldtentoonstelling van 1862, met de bedoeling om de denkbeelden van de coöperatiebeweging populairder te maken tegenover de Franse revolutionaire traditie. In Frankrijk waren vakbonden verboden, maar er bestonden arbeidersorganisaties vermomd als vriendengenootschappen. Deze lokale groepen verenigden met elkaar in de plaatselijke Chambres Syndicales. De Cambres Syndicales werden geïnspireerd door het boek La Capacité politique des classes ouvriérses van Proudhon. Ongeveer 200 Franse arbeiders die verbonden waren met proudhonistische organisaties gingen naar Londen voor de Wereldtentoonstelling. Zij kwamen in contact met Britse arbeiders en er werd besloten om een Internationale organisatie op te richten. Op 28 september 1864 was een internationale bijeenkomst in Londen, waar de Internationale Arbeidersassociatie werd opgezet door Britse en Franse vakbondslieden met Duitse ballingen die in Londen woonden. België en Zwitserland stuurden ieder één afgevaardigde. De Britse vakbondslieden waren voornamelijk aanhangers van Robert Owen. De Franse afgevaardigden bestonden uit meerderheid uit proudhonisten. De Duitsers waren leden van de kleine organisatie van Karl Marx, met uitzondering van een Duitse lassalleaan.
In 1866 was het eerste congres in Genève. Bij dit congres werden de statuten en beginselverklaring opgesteld door Karl Marx aangenomen. Bij het congres van 1866 was het enige agendapunt waarover heftig gediscussieerd werd, het voorstel van de Franse proudhonisten om alleen arbeiders als lid toe te laten. De meerderheid stemde tegen dit voorstel, waardoor Marx lid kon blijven. Daarna kwamen de proudhonisten met een afgezwakt voorstel, waarbij lidmaatschap van de Algemene Raad alleen was toegestaan voor arbeiders. Ook dit voorstel werd afgewezen en Marx kon in het bestuur blijven. De Internationale steunde stakingen in verschillende landen door het inzamelen van geld voor het stakingsfonds en het voorkomen dat buitenlandse stakingbrekers binnengehaald zouden worden. Op het congres van 1867 werd vastgesteld dat de Internationale streefde om alle productiemiddelen te veranderen in collectieve eigendom van de samenleving. De overheid werd niet genoemd als beheerder van productiemiddelen, om zowel de anarchisten als de staatssocialisten tevreden te houden.
De Internationale kreeg morele steun van de lassalleaanse en marxistische organisaties in Duitsland, maar ze waren niet officieel onderdeel, omdat het in Duitsland verboden was om verbonden te zijn met buitenlandse organisaties. In 1867 werd het algemeen mannenkiesrecht ingevoerd voor de Rijksdag, maar het Rijksdag had niet heel veel macht. In dat jaar werd voor de eerste keer socialisten in het Duitse parlement gekozen. De socialisten in het parlement waren lassalleanen en werden geleid door Johan Baptist von Schweiter. Naast deze lasselliaanse organisatie bestond er ook een marxistische organisatie die geleid werd door Wilhelm Liebknecht en August Bebel. In augustus 1868 fuseerde deze marxistische organisatie met een afsplitsing van de Algemene Duitse Arbeidersassociatie tot de Sociaaldemocratische Arbeiderspartij (SDAP).
De afdelingen van de Internationale in Spanje en Italië steunden vooral de denkbeelden van Bakoenin. Bakoenin had initiatief genomen om de organisaties in Florence en Napels op te zetten. In 1868 had Bakoenin zijn vriend Giuseppe Fanelli naar Spanje gestuurd om daar een afdeling op te zetten.
Naar schatting waren er 1870 in totaal 250.000 mensen lid van een lidorganisatie van de Eerste Internationale.

### De Parijse Commune

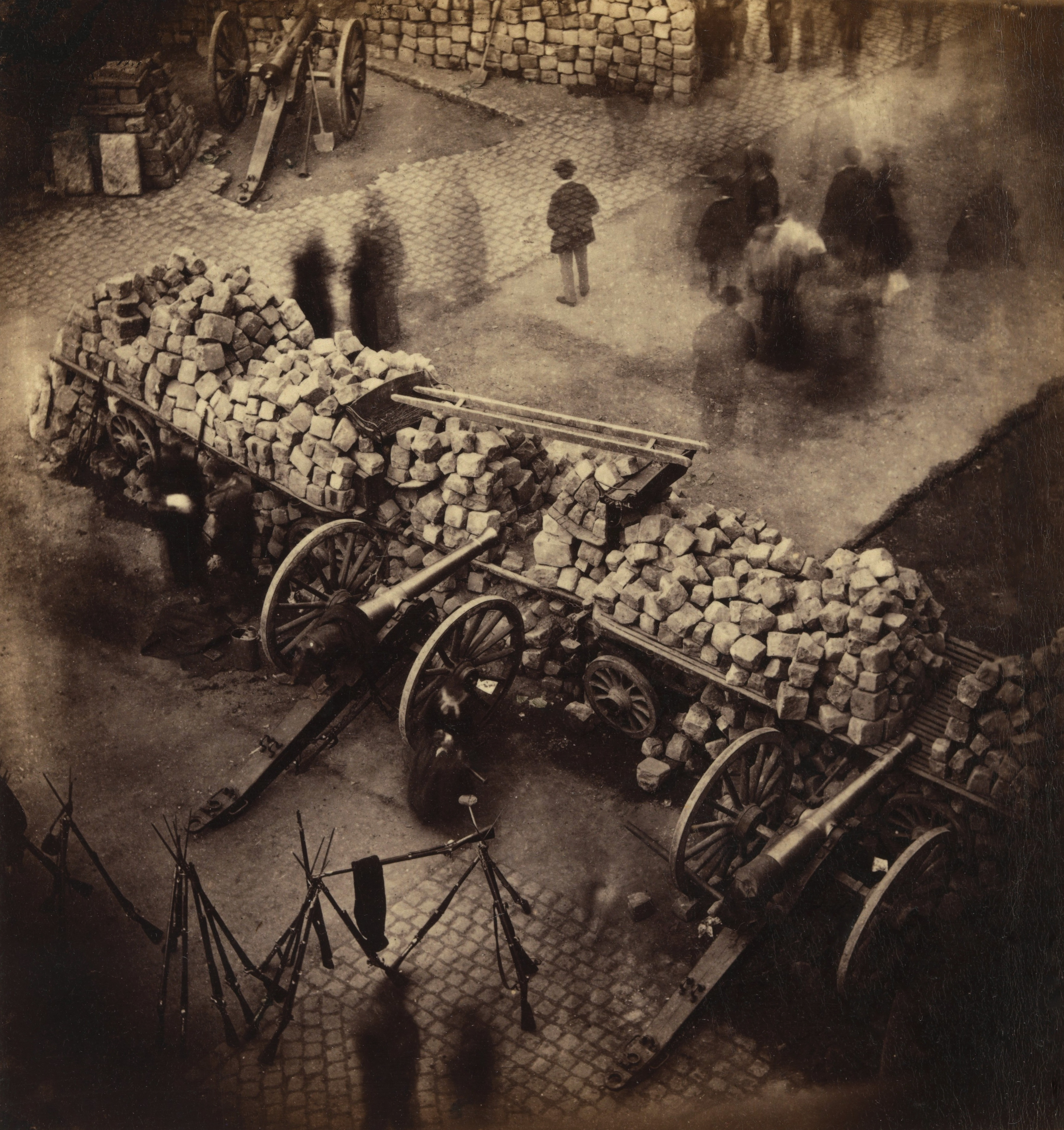
Barricade ten tijde van de Parijse Commune.

In 1870 brak de Frans-Pruisische Oorlog uit. Op 2 september 1870 gaf Napoleon III zichzelf over. Op 4 september brak er een opstand tegen de keizerlijke regering in Frankrijk uit, waarbij de republiek werd uitgeroepen. De nieuwe Franse republiek zette de oorlog met Pruisen voort. De Franse republikeinse legers werden snel door de Pruisen verslagen. Op 28 januari 1871 capituleerde de Franse regering. Door het vredesverdrag moest Frankrijk het gebied Elzas-Lotharingen geven aan Duitsland en Parijs zou bezet worden door het Pruisische leger. Ook moest Frankrijk hoge schadevergoedingen betalen. De lassalleanen en marxisten stemden in het Duitse parlement tegen de annexatie van Elzas-Lotharingen.
De Parijse bevolking zag de capitulatie als verraad. De woede van de Parijse bevolking brak uit na een aantal economische beslissingen van de nieuwe regering. Tijdens het beleg van Parijs door de Pruisische legers lag het Parijse bedrijfsleven stil. Daarom had het vorige bestuur besloten om een wettelijk uitstel van het betalen van schulden en huren. De nieuwe regering schafte dit uitstel af, waardoor alle vorderingen direct opeisbaar werden. Veel winkeliers konden niks verdienen omdat er geen bevoorrading was. Arbeiders waren grotendeels werkloos door de stilstand van het bedrijfsleven en konden hun huren niet betalen. Binnen enkele dagen vroegen 300.000 bedrijven en burgers faillissement aan. De regering stopte met de betaling van het salaris aan honderdduizend leden van de Nationale Garde. Daarnaast wilde de Franse regering ook de wapens van de Nationale Garde afnemen, terwijl Parijs omsingeld was door Pruisische troepen. De Nationale Garde in Parijs weigerde om hun wapens af te geven.
Er werd besloten om verkiezingen te houden voor het Parijse stadsbestuur, die sindsdien de Parijse Commune werd genoemd. Op 28 maart 1871 werd de commune gekozen door 229.000 kiezers van de 485.000 geregistreerde mannen. Er werden jacobijnen, liberalen, blanquisten en leden van de Eerste Internationale in de raad gekozen. De leden van de Internationale waren gematigde proudhonisten of anarchisten. De Parijse Commune bracht de publieke voorzieningen weer aan de gang. Werkplaatsen die door hun eigenaar verlaten waren, werden gegeven aan de arbeiders. De huren werden grotendeels nietig verklaard. Het lukte de Franse regeringstroepen om de Parijse Commune te verslaan. Bij de bloedige week werden naar schatting zijn 17.000 tot 25.000 mannen, vrouwen en kinderen na arrestatie zonder rechtspraak doodgeschoten. Na de val van de Commune werden er ongeveer 3000 doodvonnissen uitgesproken. Het lied De Internationale werd geschreven als eerbetoon aan de Parijse Commune.

### Uiteenvallen van de Eerste Internationale

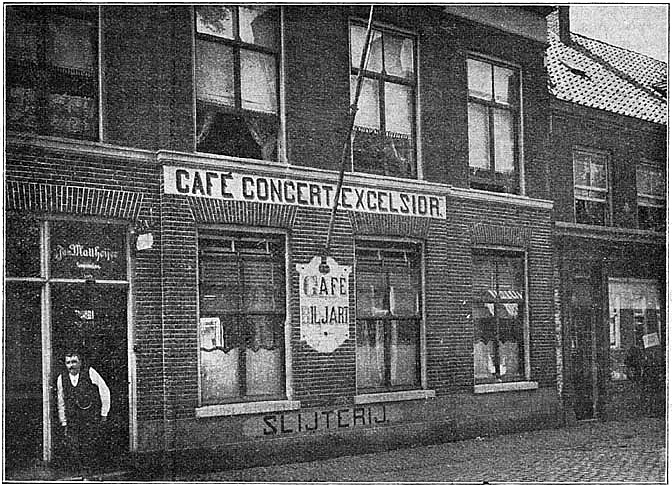
Café Concert Excelsior, Lange Lombardstraat 109, Den Haag, locatie van het Haags congres van de Eerste Internationale in 1872.

De Britse vakbondsleiders namen afstand van de Internationale omdat ze het niet eens waren met de morele steun van het bestuur aan de Parijse Commune. Marx organiseerde een conferentie in Londen waar de anarchisten niet voor uitgenodigd waren. Op de conferentie wist Marx de steun te verkrijgen van de Franse blanquisten om politieke actie in de statuten van de Eerste Internationale te zetten, terwijl de anarchisten tegen politieke actie waren. Met politieke actie bedoelden de marxisten het meedoen aan verkiezingen en zitting nemen in het parlement. De anarchisten waren woedend dat ze niet waren uitgenodigd. Daarom werd in september 1872 een congres gehouden in Den Haag. Rond Bakoenin ontstond de antiautoritaire kamp die de macht van de Algemene Raad wilde verminderen. De antiautoritaire kamp bestond uit de Spanjaarden, Belgen en de afgevaardigden van de Zwitserse Jurafederatie. De Britten, Belgen, Nederlanders en een groot deel van de Franse afgevaardigden steunden de antiautoritaire kamp. Veel afgevaardigden van de antiautoritaire kamp verlieten het congres nadat “politieke actie” verplicht werd gesteld.
Door het weglopen van veel mensen vond Marx zich nu tegenover een meerderheid van blanquisten. Marx liet de locatie van de Algemene Raad naar New York verplaatsen, zodat de blanquisten en Britse vakbondsvertegenwoordigers daar geen invloed uit konden oefenen. Dit was de doodssteek voor de Internationale, omdat de sterkte van de organisatie in Europa lag. De blanquisten en Britse vakbondsvertegenwoordigers liepen woedend weg. Marx schreef in een persoonlijke brief hierover: “In elk geval is voorkomen, dat de Internationale in handen van idioten valt.” De anarchisten en andere tegenstanders van Marx organiseerden een congres in Saint-Imier waar Zwitserse, Italiaanse, Spaanse en Franse afgevaardigden aanwezig waren.

## Frankrijk vanaf 1872

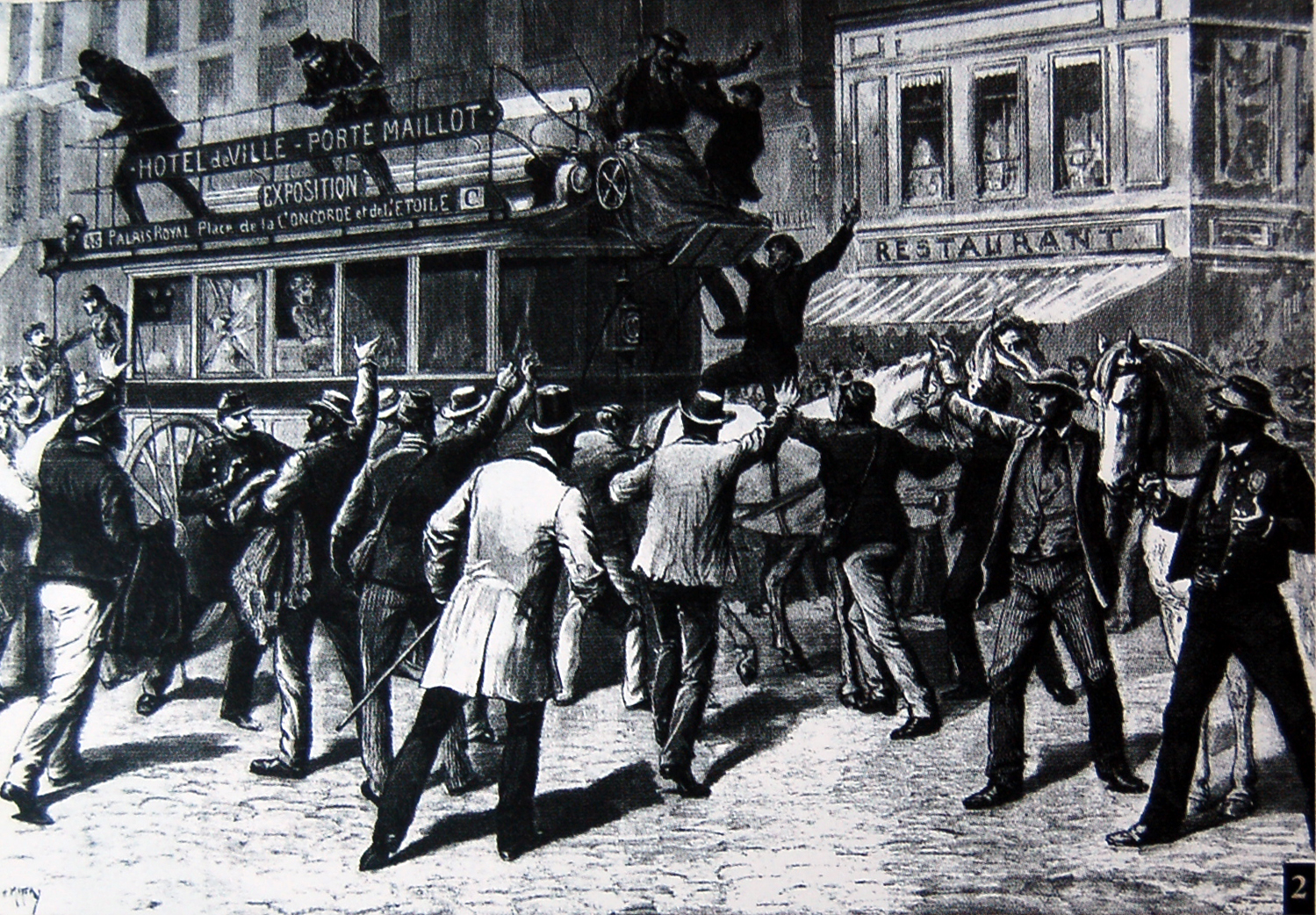
Tekening over een Franse transportstaking in 1891.

### Parlementaire partijen
Bij het nationaal vakbondscongres van 1879 werd in Frankrijk de Fédération Ouvriers Socialistes de France opgericht met de marxist Jules Guesde als leider. Op het congres van 1882 ontstond een splitsing tussen de marxisten en de aanhangers van Paul Brousse. In 1882 richtte de marxisten de partij Parti Ouvrier Français op met een beginselprogramma geschreven door Marx en Guesde.
De denkbeelden van Paul Brousse stond bekend als het possibilisme. Het possibilisme legde de nadruk op de invoering van hervormingen binnen het kapitalisme voor verbeteringen voor de arbeidersklasse. De possibilisten wilden trapsgewijs meer productiemiddelen en sociale voorzieningen in handen van de overheid brengen. De possibilisten waren tegen de centralistische partijstructuur van de marxisten. De possibilisten richtte de Parti Ouvrier Socialiste op.
In dezelfde periode richtten de blanquisten de Comité Révolutionnaire Central op. Later veranderde deze organisatie haar naam naar Parti Socialiste Revolutionnaire.
In 1885 ontstond rond Benoît Malon de onafhankelijke socialisten. Benoît Malon steunde eerst Guesde, maar stapte uit de partij uit onvrede over het marxistische karakter van de partij. De onafhankelijke socialisten waren tegenstanders van revolutie en wilde het socialisme verwezenlijken door hervormingen. De onafhankelijke socialisten waren voorstander van de nationalisatie van de mijnen, spoorwegen en banken. De parlementaire fractie werd geleid door Jean Jaurès en Alexandre Millerand.
Bij de possibilisten splitste in 1890 de revolutionaire vleugel rond Jean Allemane af. De groep rond Allemane noemden zichzelf de Parti Ouvrier Socialiste Révolutionnaire. Zij wilden een revolutionaire staking organiseren om het kapitalisme omver te werpen. De allemanisten noemden zichzelf communist en werden geïnspireerd door Cabet.
Bij de verkiezingen van 1893 behaalden de marxisten, possibilisten, blanquisten, allemanisten en de onafhankelijke socialisten in totaal 50 zetels in het parlement.

### Syndicalisme en anarchosyndicalisme
In 1888 werd de eerste Bourse du Travail (arbeidsbeurs) opgericht in Parijs. De Bourse was een arbeidsbureau die werklozen aan een baan hielp. De Bourse werd bestuurd door lokale vakbonden. Naast vakbondsactiviteiten werden ziekenfondsen, werklozenfondsen en beroepsonderwijs uitgevoerd door de Bourses. Ook in andere steden werden Bourses du Travail opgericht met steun van de possibilisten. In 1892 verenigden de Bourses zich in de Federation des Bourses du Travail met Fernand Pelloutier als secretaris.
Pelloutier vond vanaf 1891 dat de arbeidersklasse door onafhankelijke vakbondsactiviteiten een revolutie moest ontketenen. De vakbond moest als middel dienen om directe verbeteringen verwezenlijken, maar het uiteindelijke doel van de vakbond was het uitroepen van een algemene staking als begin van de revolutie. Volgens Pelloutier moest iedere bedrijf bestuurd worden door diegenen die daar werken. Pelloutier was in eerste instantie voor een overheid en zorgde voor het revolutionair syndicalisme. Pelloutier werd later een anarchist en bedacht toen het anarchosyndicalisme. Zijn visie was een vorm van het collectief-anarchisme van Bakoenin, maar waarbij de federale structuur werd gevormd door vakbondsorganen. Bakoenin hield de mogelijkheid open dat de commune een zelfstandig karakter had, terwijl Pelloutier vond dat de commune beheerd moest worden door arbeidersassociaties. Alle afgevaardigden zijn democratisch gekozen en waren op iedere moment afzetbaar.
Naast deze anarchistische stroming bestond er in het syndicalisme een stroming rond Victor Griffuelhes en Hubert Lagardelle, die geen voorstanders waren van het anarchisme. Zij wilden ongeveer dezelfde vakbondsstructuur met het verschil dat er meer centraal werd besloten; dat de afgevaardigden niet op iedere moment afzetbaar waren en dat er betaalde leden van de vakbond dienden als onderhandelaars met de werkgevers. Lagardelle zag ook de politieke partijen als hulpmiddel om arbeidswetgeving af te dwingen.
Het syndicalisme en anarchosyndicalisme kregen ook aanhang buiten Frankrijk.

### Anarchocommunisme
Het anarchocommunisme is ontwikkeld door de Franse anarchisten Élisée Reclus en François Dumartheray in 1876, maar groeide uit tot een internationale stroming. De Rus Peter Kropotkin heeft het anarchocommunisme gepopulariseerd, waardoor het collectief-anarchisme van Bakoenin aan populariteit inboette, inclusief bij de anarchosyndicalisten. Anarchocommunisme is een staatloze samenleving gebaseerd op gemeenschappelijk eigendom van de productiemiddelen, waarbij de geproduceerde goederen verdeeld worden naar ieders behoefte. Overvloedige producten kunnen genomen worden naar ieders behoefte, terwijl schaarse goederen worden verdeeld. In het anarchocommunisme worden de productiemiddelen en de openbare ruimte beheerd door onderling afspraken tussen de betrokkenen. Bij zaken en besluiten waar veel mensen betrokken bij zijn, worden besluiten genomen door consensus of democratische stemmingen. Afgevaardigden en functionarissen worden democratisch gekozen en kunnen op iedere moment afgezet worden. De lokale associaties en gemeenschappen kunnen zich federaliseren.

### Regeringsdeelname
Tijdens de Dreyfusaffaire verenigden de socialistische partijen zich om Dreyfus en de republiek te verdedigen tegen antisemieten en monarchisten. De republikeinse regering probeerde de socialistische steun te consolideren door de onafhankelijke socialist Alexandre Millerand in 1899 een plek in de regering te geven. De regeringsdeelname van Millerand werd gesteund door de onafhankelijke socialisten, possibilisten en allemanisten. Zij verenigden zich in een organisatie genaamd Parti Socialiste français, zonder hun eigen partijorganisaties op te heffen. De marxisten en blanquisten waren tegen de regeringsdeelname van socialisten en verenigden zich in Parti Socialiste de France. De Parti Socialiste de France had in 1902 ongeveer 18.000 leden en kreeg 14 zetels met ongeveer 400.000 stemmen. De Parti Socialiste français had ongeveer 10.000 leden en behaalde 37 zetels met dezelfde aantal stemmen. In 1905 verenigden de marxisten, blanquisten, possibilisten, allemanisten en onafhankelijke socialisten samen tot de Section Française de l'Internationale Ouvrière. Een aantal onafhankelijke socialisten deden niet mee en vormden de Parti Socialiste Républicain.

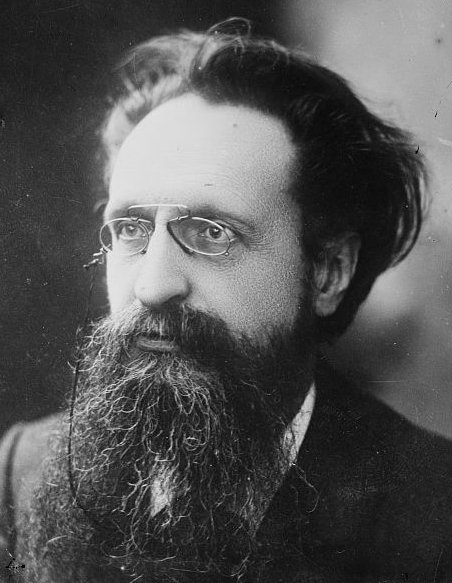
Jules Guesde
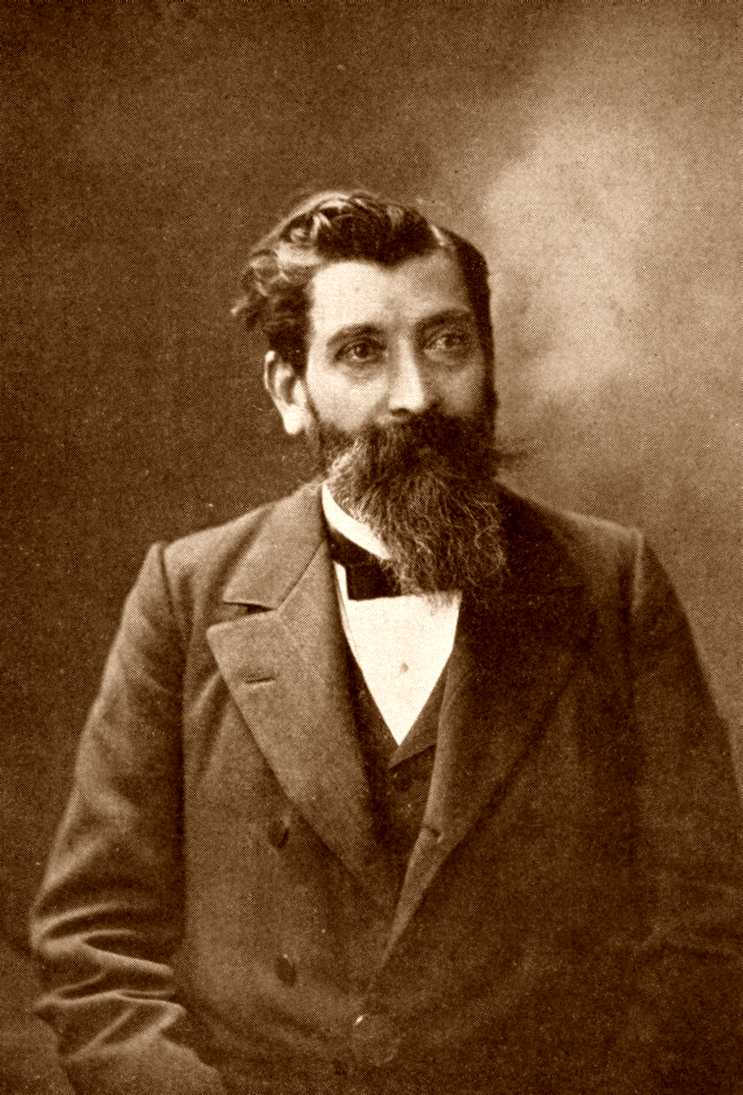
Paul Brousse
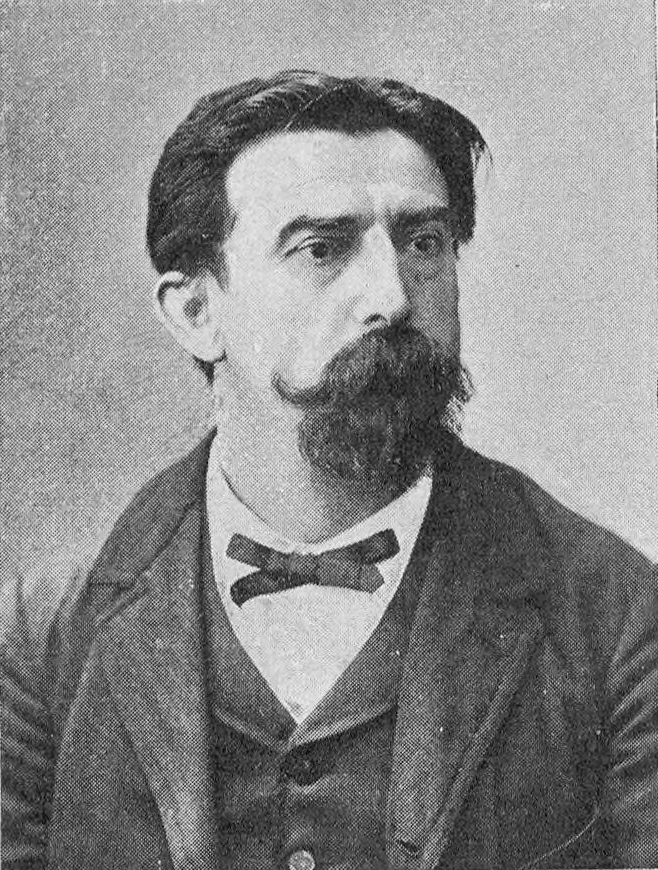
Jean Allemane
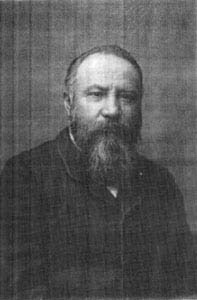
Benoît Malon
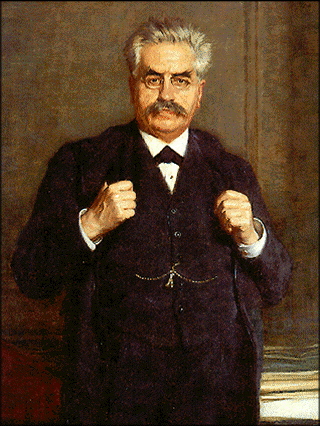
Alexandre Millerand
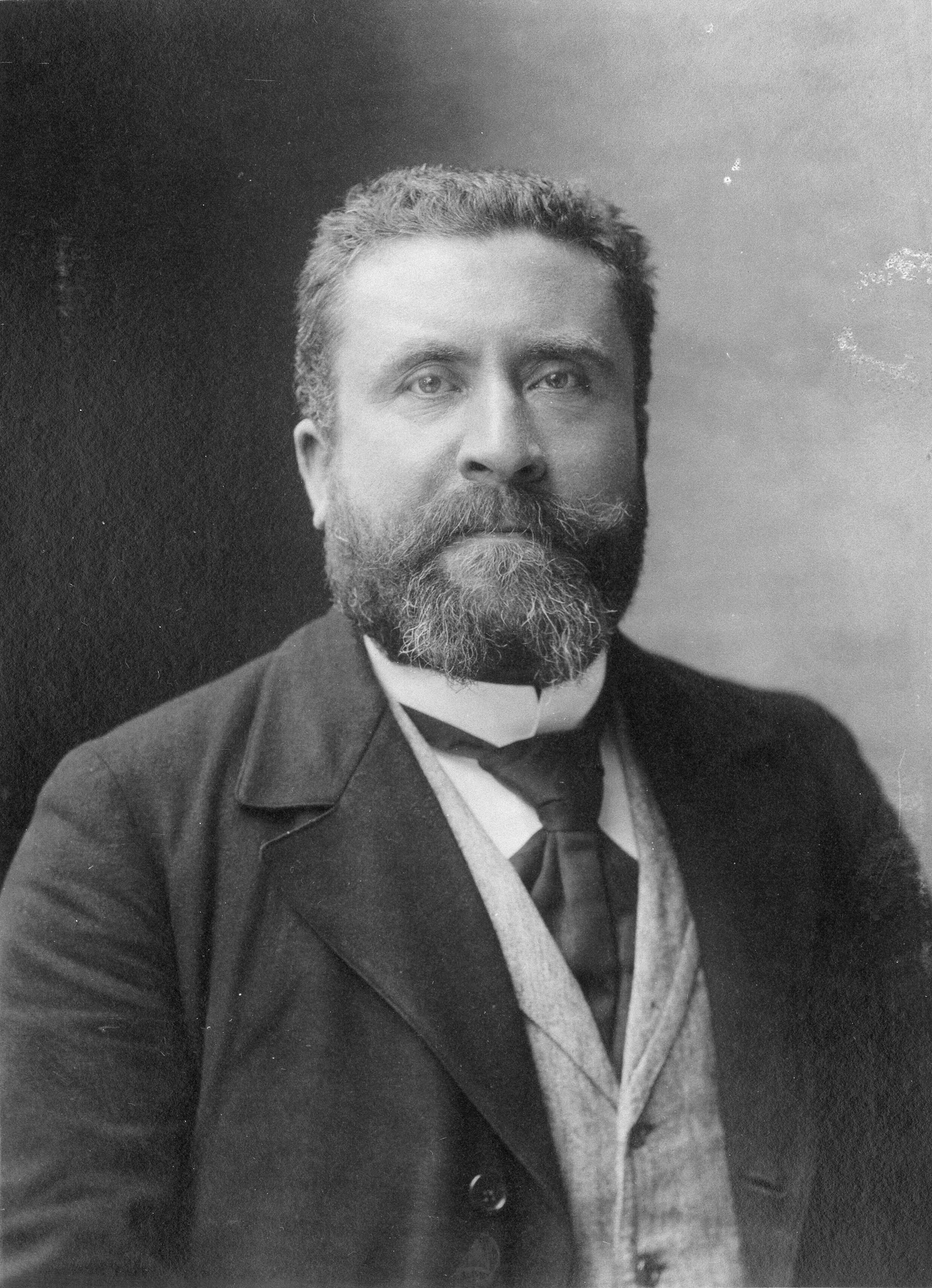
Jean Jaurés
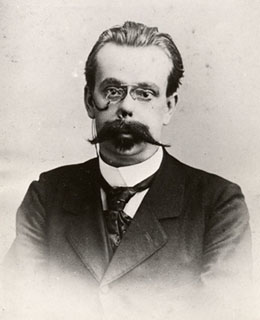
Fernand Pelloutier
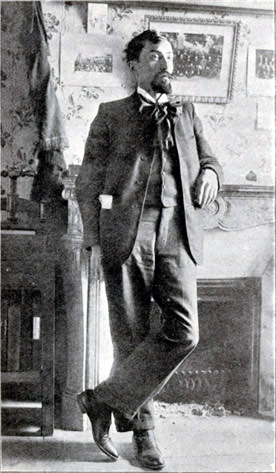
Victor Griffuelhes
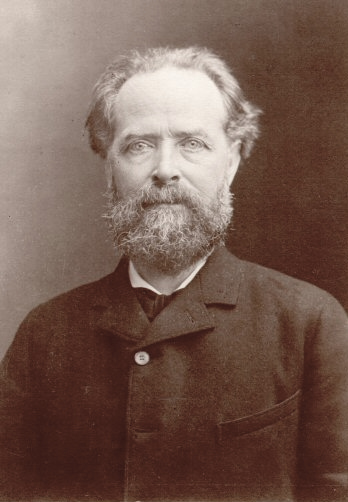
Élisée Reclus

## Groot-Brittannië vanaf 1872

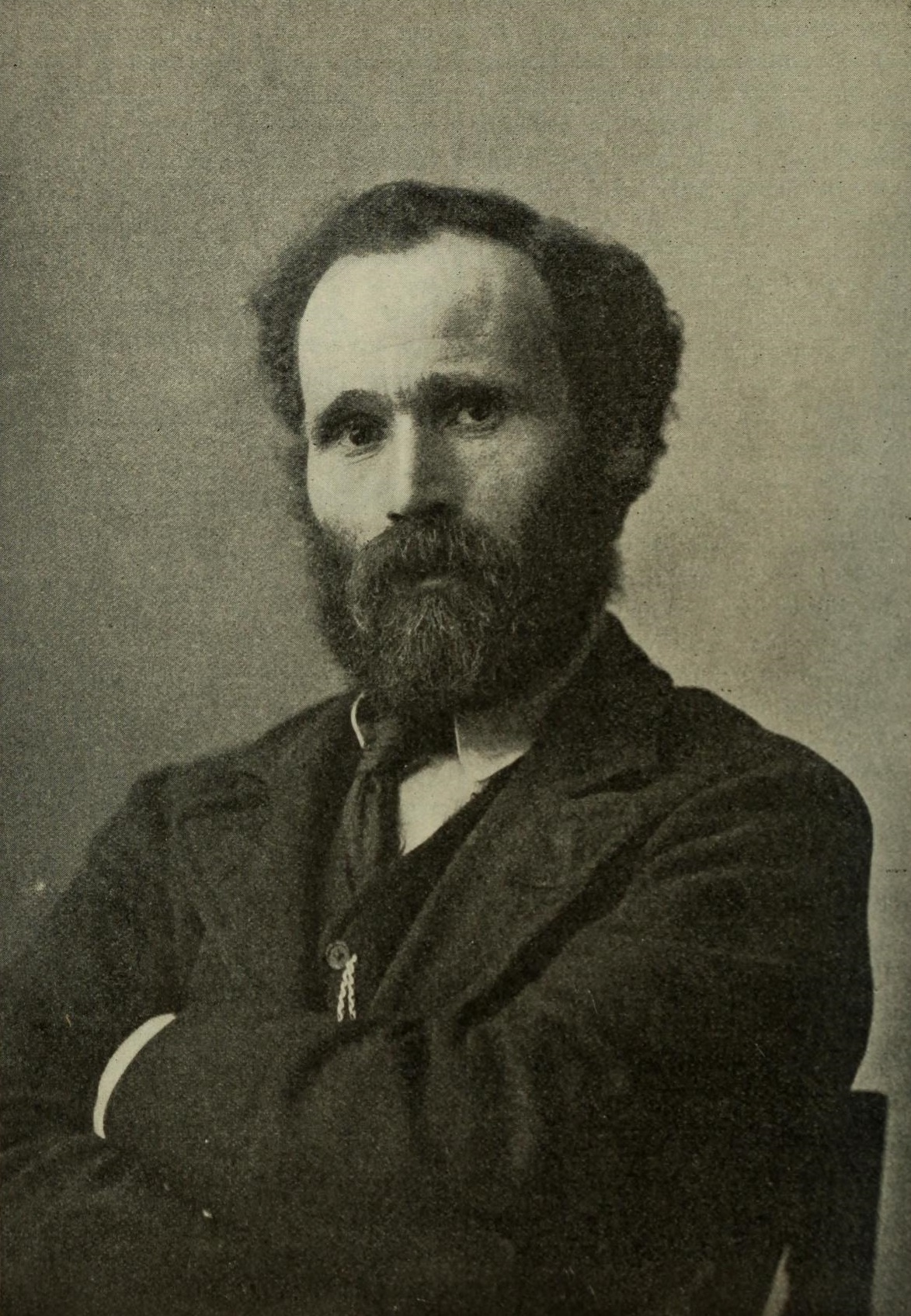
James Keir Hardie

In 1883 werd de Social Democratic Federation opgericht door Henry Hyndman. In 1884 viel de SDF uiteen door onvrede over Hyndman’s autoritaire en centralistische bestuur. Ook het “dogmatische” marxisme van Hyndman werd bekritiseerd. Hoewel de tegenstanders van Hyndman in de meerderheid waren, kozen zij dankzij William Morris om zich af te splitsen. De afsplitsers organiseerden zich in The Socialist League. Langzaam kwam de organisatie in anarchistisch vaarwater terecht. In 1890 verliet Morris de Socialist League. Met de Socialist League ging het slecht en werd in 1895 opgenomen door de anarchisten rond het blad Freedom. In 1900 had de SDF ongeveer 1000 leden.
De Fabian Society werd in 1884 opgericht. Dankzij George Bernard Shaw, Beatrice Webb en Sidney Webb werd het een invloedrijke denktank. Het genootschap publiceerde pamfletten en brochures. De Fabians pleitten voor een geleidelijke democratische invoering van het socialisme. De Fabians dachten dat de komst van het socialisme onvermijdelijk was. Het socialisme zou ontstaan door de centralisatie van het kapitaal bij een klein aantal bedrijven en door de uitbreiding van het kiesrecht. De kiezers zouden bij de verkiezingen uiteindelijk stemmen op een partij die de grote bedrijven zou nationaliseren. De genationaliseerde bedrijven zouden bestuurd worden door gemeenteraden en het parlement. In 1899 waren er ongeveer 850 mensen lid van de Fabian-Society in Londen.
De socialisten en steeds meer vakbonden wilden dat er arbeidersvertegenwoordigers in het parlement kwamen die onafhankelijk waren van de Liberal Party. De oude vakbonden steunden nog steeds de Lib-Labs, dat waren vakbondsafgevaardigden die met steun van de liberalen in het parlement kwamen en daar vaak met de liberalen meestemden. In 1885 en in 1895 waren er 11 Lib-Labs. In 1893 werd de Independent Labour Party (ILP) opgericht met het doel om vertegenwoordigers in het parlement te krijgen van vakbonden onafhankelijk van de Liberale Partij. De oprichter van de ILP was de mijnarbeider James Keir Hardie. De ILP legde de nadruk op hervormingen ter verbetering van het lot van de arbeiders. Hardie was tegen revolutie en liet zich inspireren door het christendom. De bedoeling was dat de ILP de politieke arm van het vakbondscongres Trade Union Congres werd. Bij het oprichtingscongres van de ILP werd de collectieve eigendom van de productiemiddelen door de gehele samenleving als doel geformuleerd. In 1900 had de ILP ongeveer 376.000 leden.
Op de conferentie in 1900 van de ILP besloten aanwezige vakbondsbestuurders om de Labour Representation Committee (LRC) op te richten. Deze organisatie zou een samenwerkingsverband zijn van vakbonden, de ILP, Fabian society en de SDF om kandidaten voor te dragen bij verkiezingen. De SDF verliet het samenwerkingsverband in 1901 uit onvrede over de kleine invloed van het marxisme. In 1906 veranderd de LRC haar naam in Labour Party en Keir Hardie werd partijvoorzitter.

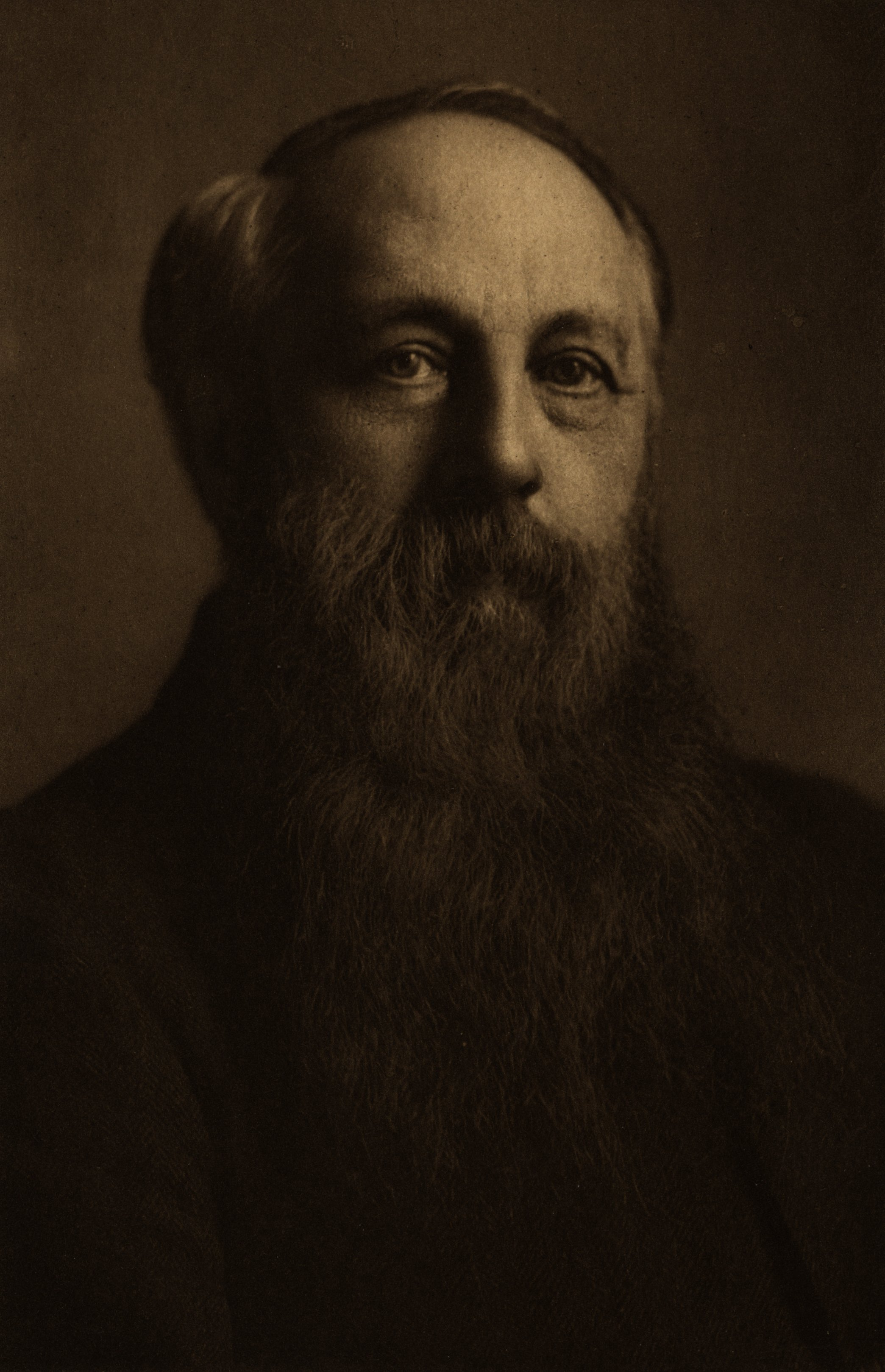
Henry Hyndman
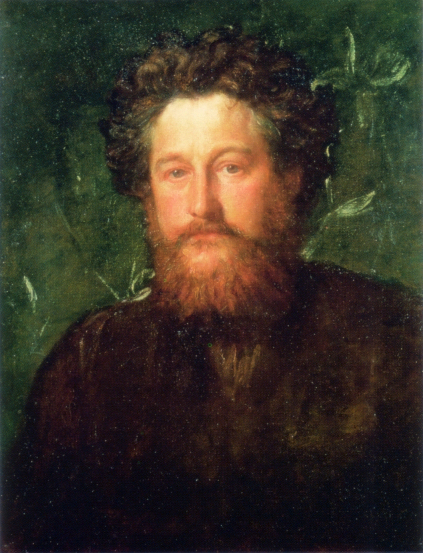
William Morris
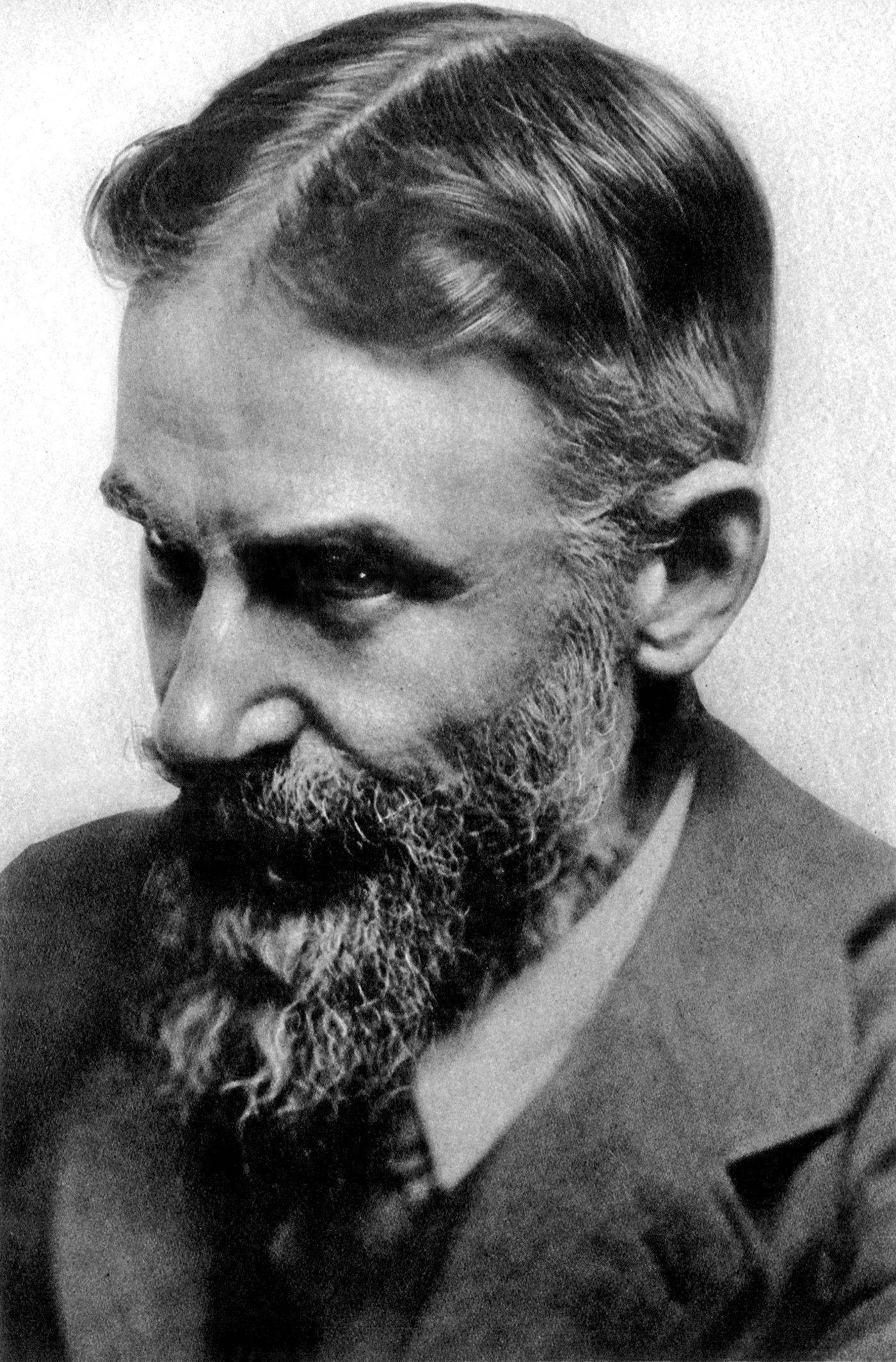
George Bernard Shaw
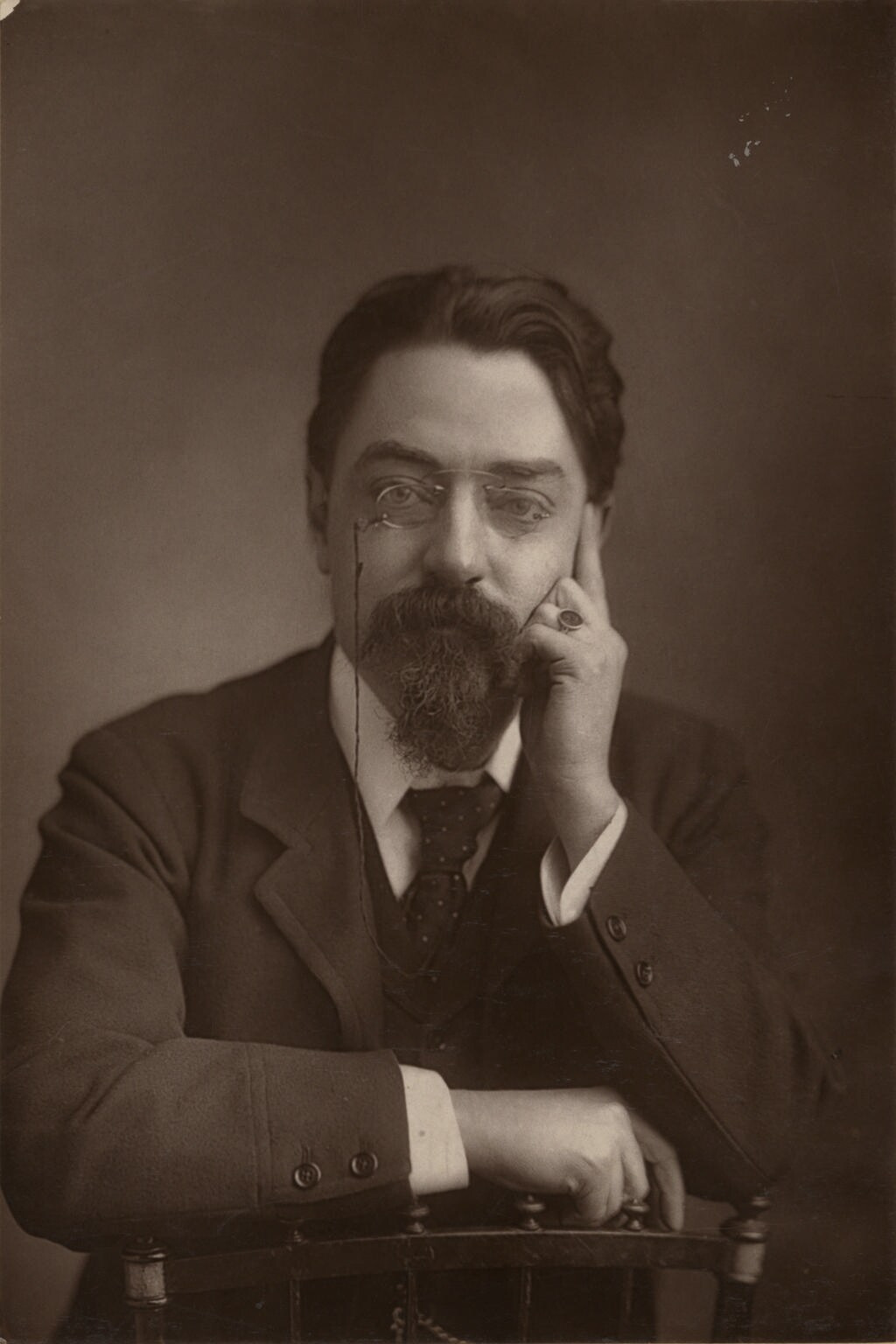
Sidney Webb
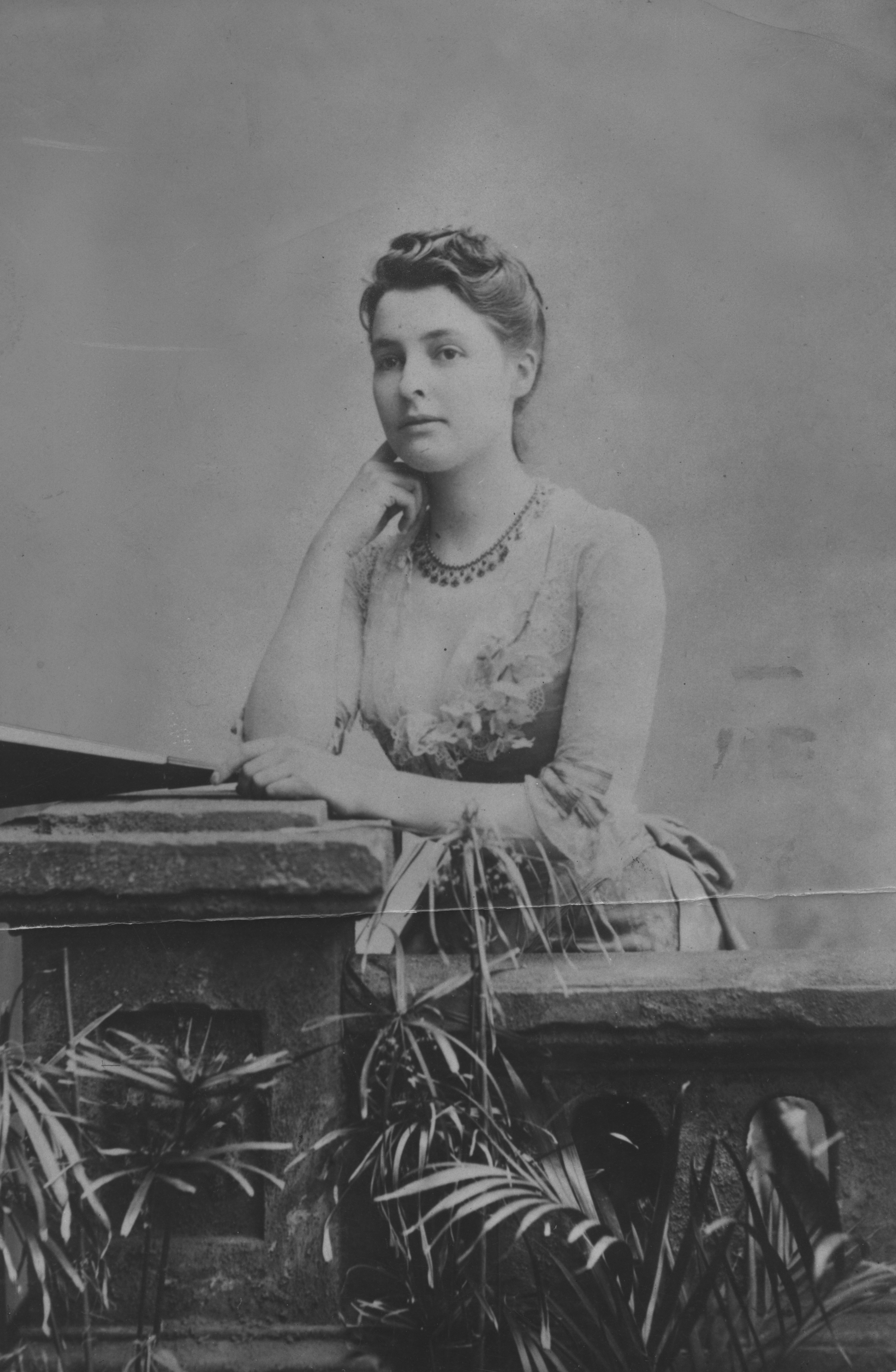
Beatrice Webb

## Duitsland vanaf 1872

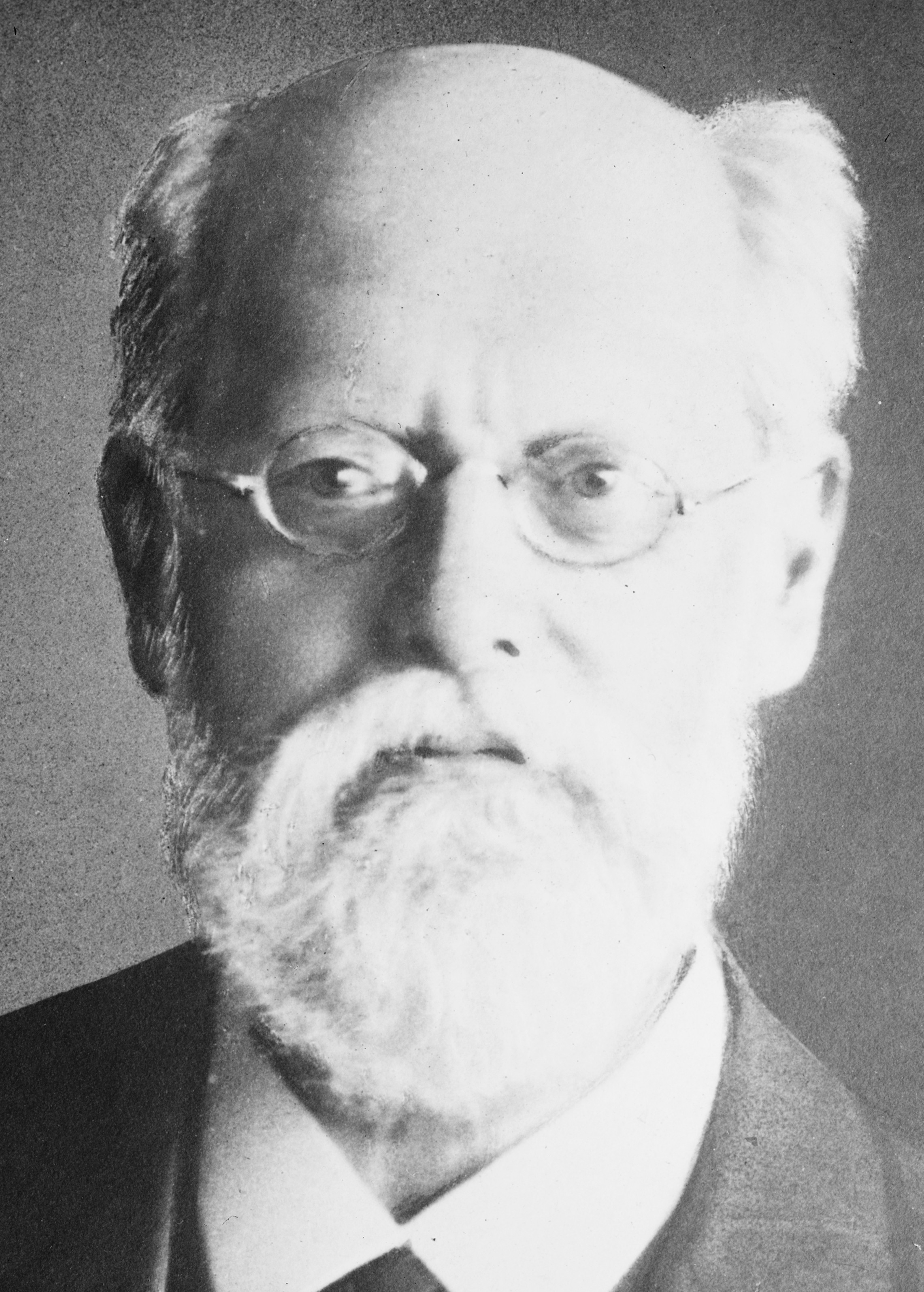
Karl Kautsky

### Vorming van het marxisme
De publicatie van Het Kapitaal, deel I (1867) en de daarop volgende herdruk van het Communistisch Manifest (1871) hadden Marx' naam als voorname theoreticus van het socialisme gevestigd. Na de dood van Lassalle had ook zijn invloed in Duitsland weer toegenomen.
Hoewel al tijdens Marx leven zijn volgelingen zich marxisten hadden genoemd (voor het eerst in Frankrijk, en niet naar Marx' zin), was het vooral na zijn dood in 1881 dat dit marxisme tot een algehele wereldbeschouwing werd. Belangrijkste figuren in deze ontwikkeling waren Friedrich Engels en Karl Kautsky, die in diverse publicaties een vereenvoudigde weergave van Marx' denken gaven. Toonaangevend waren Engels' Anti-Dühring en De ontwikkeling van het socialisme van utopie tot wetenschap, waarin hij probeerde Eugen Dühring te wind uit de zeilen te nemen. Deze had een volledig filosofisch systeem uitgedacht dat tegemoetkwam aan de behoefte onder de (door loonstijgingen welvarender) arbeiders aan een eigen wereldbeschouwing en politiek-culturele oriëntatie, en daarmee een aanzienlijke aanhang verworven.
Om Dühring te bestrijden, en om deze behoefte te bevredigen, formuleerden Engels en de Duitse sociaaldemocraten een concurrerend systeem, waarin uiteindelijk de kritische methode die Marx had gehanteerd werd afgeplat tot een reeks dogma's, samengevat onder de noemers historisch en dialectisch materialisme. Kernpunten in dit vroege marxisme waren economisme, het idee dat politieke en culturele verschijnselen tot economische verhoudingen gereduceerd kunnen worden, en een deterministisch geloof in de uiteindelijke ondergang van het kapitalisme in een grote eindcrisis, waarna de socialistische revolutie 'onvermijdelijk' was.

### Politieke ontwikkelingen

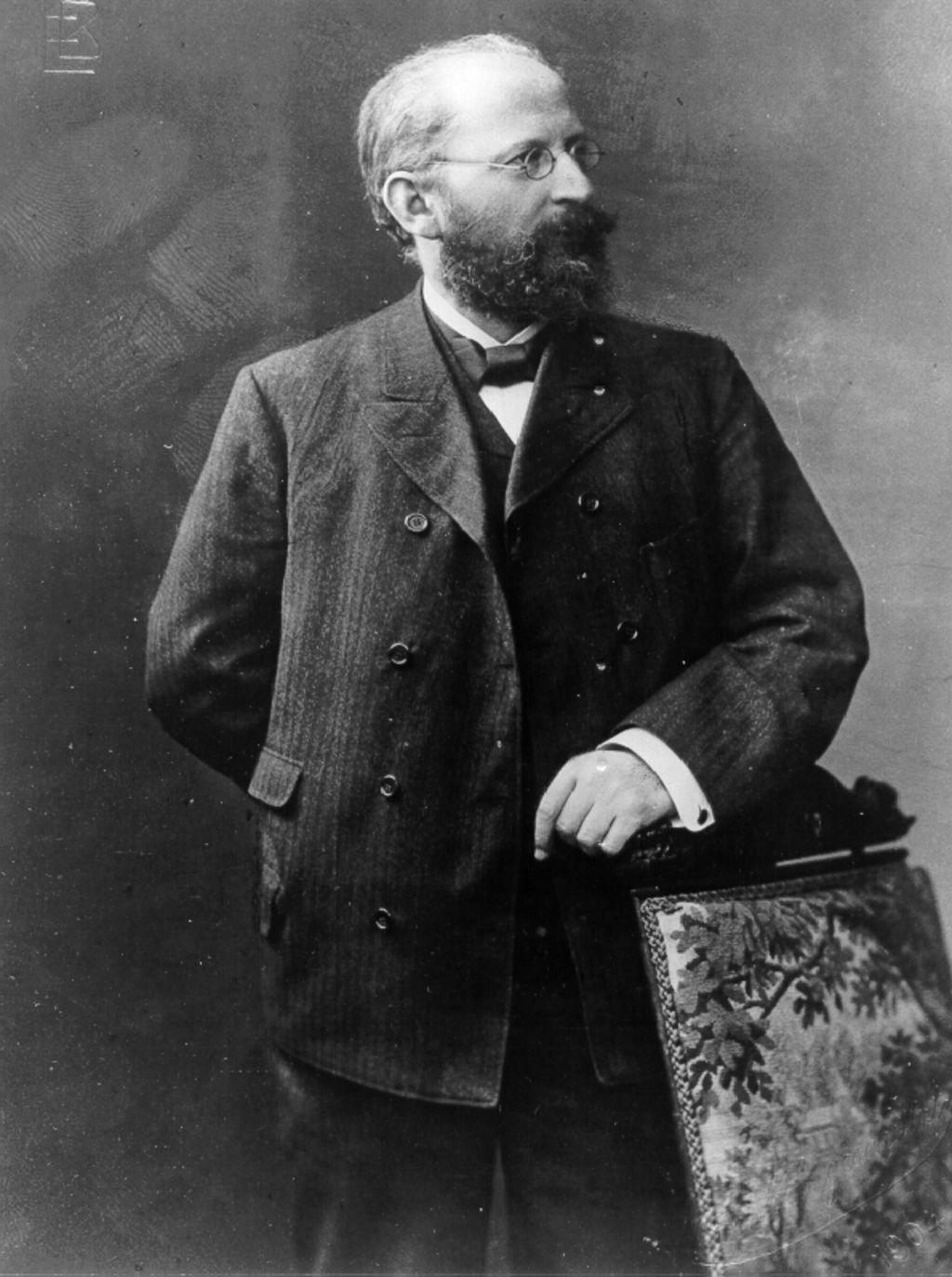
Eduard Bernstein

Bij de parlementsverkiezingen van 1874 werden zes lassalleanen en drie marxisten in de Rijksdag gekozen. Het totaal aantal stemmers op de lassalleanen en de marxisten was ongeveer 352.000, dat was 3% van de stemmen. In 1875 fuseerden de marxisten en de lassalleanen tot de Sozialistische Arbeiterpartei Deutschlands (SAPD). De verenigde partij had ongeveer 25.000 leden. Bij de parlementsverkiezingen van 1877 kreeg de SAPD ongeveer een half miljoen kiezers met dertien zetels in de Rijksdag.
Na twee mislukte moordpogingen op keizer Wilhelm I werd in 1878 de antisocialistenwet ingevoerd. De twee aanslagen werden niet gepleegd door socialisten, maar toch gebruikte Otto von Bismarck deze aanslagen als voorwendsel om sociaaldemocratische organisaties te verbieden. Tegelijkertijd probeerde Bismarck door de invoering van sociale voorzieningen de steun aan de sociaaldemocraten onder de bevolking te verminderen. Bismarck voerde het algemeen kiesrecht voor mannen, ongevallenverzekering en pensioen in. De partijorganisaties van de SAPD waren verboden, maar toch konden sociaaldemocraten zichzelf kandidaat stellen bij parlementsverkiezingen. Bismarck wilde ook een verbod instellen op sociaaldemocratische kandidaten bij verkiezingen. De meerderheid van het parlement stemde wel in met de antisocialistenwet, maar de liberalen en katholieken wilden niet dat de regering zich ging bemoeien met parlementsverkiezingen, want dan konden andere oppositieleden ook uit het parlement geweerd worden door de conservatieve protestante regering. Ook de sociaaldemocratische partijkranten waren verboden, maar zij werden in Zwitserland gedrukt en over de grens gesmokkeld.
Na de afschaffing van de antisocialistenwet werd in 1891 een SAPD-congres georganiseerd in Erfurt om een nieuw beginselprogramma aan te nemen. Dit beginselprogramma had een marxistisch karakter. In het programma werd voorspeld dat de middenstanders zou worden weggeconcurreerd door de grote kapitalistische bedrijven. Hierdoor zou het aantal proletariërs toenemen en ook de werkloosheid zou toenemen. In het minimumprogramma stonden voorstellen voor sociale voorzieningen op het gebied van gezondheidszorg, werklozenverzekering en de invoering van de achturige werkdag. Het uiteindelijke doel was het collectieve eigendom van de productiemiddelen. Op het congres van 1891 werd de naam van de partij veranderd in Sozialdemokratische Partei Deutschlands (SPD). Bij de verkiezingen in datzelfde jaar kreeg de SPD ongeveer 1,4 miljoen stemmen, dat wil zeggen meer dan 20% van het electoraat.
Binnen de partij bestond een rechtse vleugel onder leiding van Eduard Bernstein en George von Vollmar die zich wilden richten op het behalen van hervormingen. De linkervleugel geloofde juist in de noodzaak van een revolutie. De meerderheid van de partij en de partijleiding bestond uit de middenstroming. De belangrijke centristen waren Karl Kautsky en Wilhelm Liebknecht, die werden gesteund door Friedrich Engels. In de centrische stroming bestond de hoop dat de socialistische transformatie van de maatschappij voortkomt door het verkrijgen van een meerderheid in het parlement. De centristen dachten dat er een gewelddadige revolutie misschien nodig was om de democratisch gekozen sociaaldemocratische meerderheid in het parlement te beschermen tegen een mogelijke staatsgreep van reactionairen.
Een belangrijk vraagstuk voor het krijgen van een parlementaire meerderheid door de sociaaldemocraten was het boerenvraagstuk. Volgens de marxistische theorie zouden de zelfstandige boeren weggeconcurreerd worden door grote bedrijven. Het aantal arbeiders in de samenleving zou hierdoor toenemen en daardoor zou de SPD meer stemmen krijgen. Echter in de jaren 90 van de negentiende eeuw nam het aantal kleine boeren juist toe. Hierom beweerde Von Vollmar dat de marxistische theorie onjuist was over de kleine zelfstandige boeren. Omdat de boerenbevolking de meerderheid uitmaakte in bepaalde gebieden, vond Von Vollmar dat de kleine boer een bondgenoot moest worden van de SPD om zo de meerderheid in het parlement te bemachtigen. Von Vollmar pleitte voor staatssteun aan de kleine boeren. Karl Kautsky zag het plan van Von Vollmar als verraad aan de marxistische theorie. Ook noemde Kautsky het plan van Von Vollmar “reactionair” omdat de “onvermijdelijke” ondergang van de kleine boeren werd vertraagd, waardoor de komst van het socialisme werd vertraagd, aldus Kautsky. Kautsky vond dat de kleinere grondeigenaren voordelen zouden krijgen van het plan, terwijl de bedoeling was dat alle privé-eigendom van de productiemiddelen zou worden afgeschaft. Het congres van Breslau gaf Kautsky gelijk.
Edouard Bernstein betoogde in 1896 dat het marxisme grotendeels hervormd diende te worden. Het gedachtegoed van Bernstein werd het revisionisme genoemd, omdat het een revisie wilde maken van het marxisme. Bernstein bekritiseerde de marxistische theorie dat kapitaal zou accumuleren bij een klein aantal grote bedrijven waardoor de middenstanders zouden verdwijnen. Daarom vond hij het ongepast om steeds te wijzen op een onvermijdelijke eindcrisis van het kapitalisme. Volgens Bernstein moest de sociaaldemocratie zich beschouwen als “een democratisch socialistische hervormingspartij”. Op het partijcongres van de SDP in 1900 werd het revisionisme veroordeeld.

## Russische tsarenrijk vanaf 1872

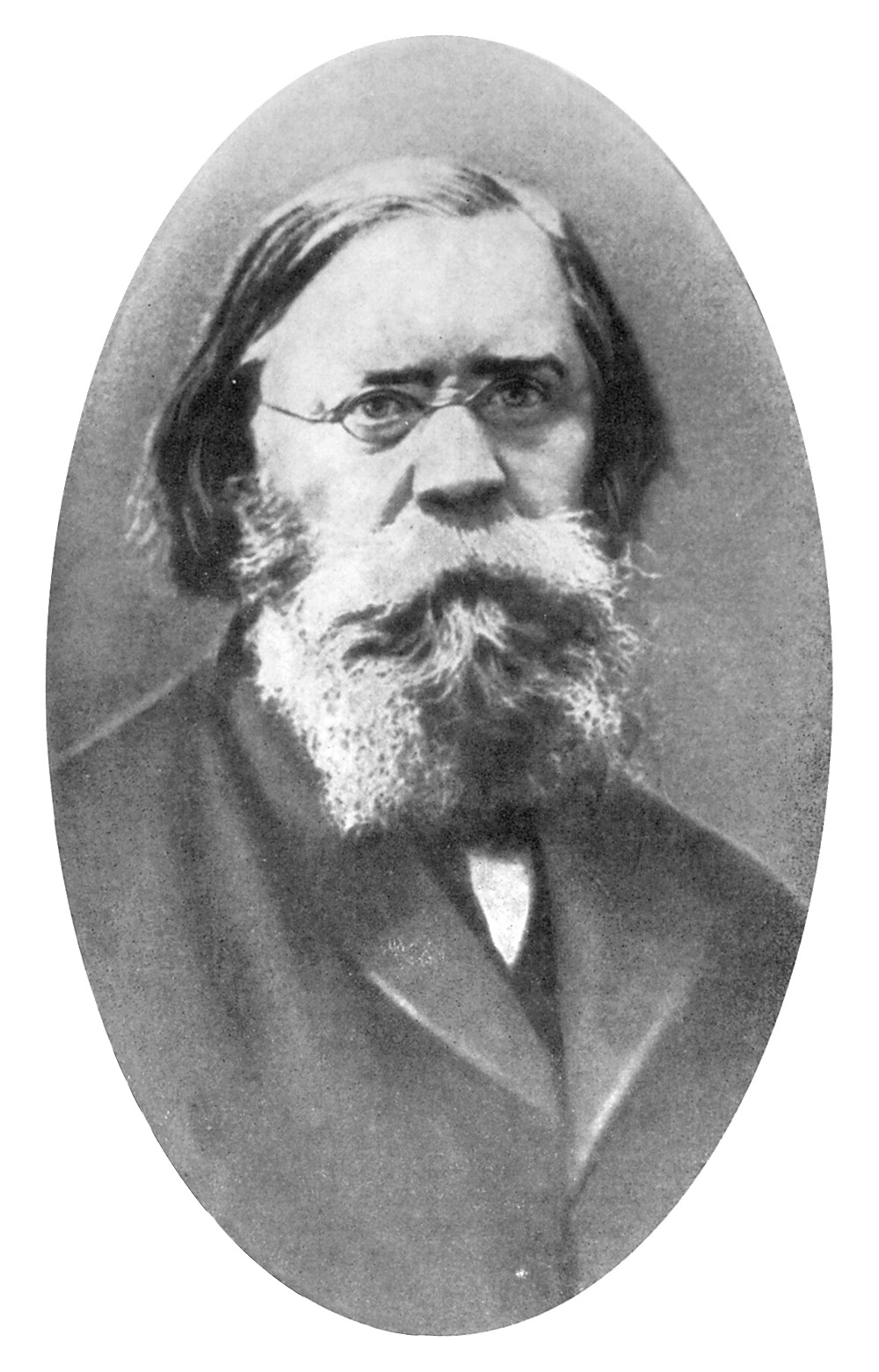
Pjotr Lavrov

In de zomer van 1874 ontstond de campagne “Naar het Volk” waarbij socialistische studenten naar het platteland gingen om de boeren te overtuigen om zelfstandige organisaties op te richten. Het idee om naar het volk te gaan kwam van Pjotr Lavrov. Veel revolutionaire studenten gingen tussen het volk wonen en gingen werken als boeren, dokters, onderwijzers en fabrieksarbeiders. Deze studenten noemden zichzelf de narodniki (populisten) naar de campagneleuze “Naar het Volk”. De belangrijkste organisatie van de narodniki was het genootschap Land en Vrijheid. Deze organisatie organiseerde een aantal demonstraties. Er kwam een klopjacht op de revolutionairen. In de periode tussen 1873 en 1876 werden ongeveer 2000 rondtrekkende narodniki gearresteerd.
De narodniki Nikolaj Michailovski beweerde dat het socialisme verwezenlijkt kon worden zonder dat Rusland een kapitalistisch stadium hoefde te doorlopen. Waar de marxisten de vermindering van onafhankelijke boeren door concurrentie en industrialisatie als een positieve ontwikkeling zagen, waren de narodniki juist tegenstanders van. De eigendom van de boeren zou volgens de narodniki beschermd dienen te worden door de versteviging van de dorpsgemeenschappen.
Door de hoge schadevergoedingen die de boeren moesten betalen voor de afschaffing van de lijfeigenschap, braken er verschillende boerenopstanden uit, die gewelddadige door de Russische autoriteiten werden neergeslagen. Hierdoor stapten vele narodniki over tot terroristische methoden. In de groepering narodniki zaten zowel voorstanders van terroristische aanslagen als voorstanders van vreedzame middelen. Land en Vrijheid splitsten in 1878 in twee groeperingen, namelijk de vreedzamere Zwart Landverdeling en de terroristische Narodnaja Volja (Volkswil). Op 1 maart 1881 werd tsaar Alexander II gedood door de Narodnaja Volja. De Narodnaja Volja gaf hierna een verklaring uit, waarin ze eisten dat een democratisch gekozen parlement ingevoerd diende te worden. De Zwarte Landverdeling veranderde langzaam naar een marxistische organisatie onder leiding van Georgi Plechanov.
De narodniki en marxisten speelden een grote rol bij de organisatie van grote stakingen in 1896. Door deze stakingen werd de regering gedwongen om de fabriekswet van 1897 in te voeren, waarin het wettelijke maximum werkdag op 11,5 uur werd vastgesteld. In 1898 werd de Russische Sociaaldemocratische Arbeiderspartij (RSDAP) opgericht door de marxisten van de Zwarte Herverdeling. De narodniki verenigden zich in 1901 tot de Sociaal-Revolutionaire Partij. In 1904 splitste de RSDAP op in de mensjewieken rond Julius Martov en de bolsjewieken rond Vladimir Lenin.

## België

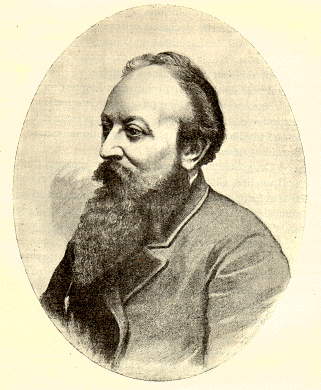
César de Paepe

In 1857 werd de Brusselse organisatie Les Solidaires opgericht door de drukker Désiré Brismeé. Brismeé was een aanhanger van het rationeel socialisme van Jean Hyppolyte de Colins. Uit Les Solidaires ontstond de organisatie Le Peuple in 1860 van César De Paepe, die de schoonzoon van Brismeé was. In juli 1865 vormden een groep proudhonisten samen met Le Peuple de Belgische afdeling van de Eerste Internationale. In 1865 had de afdeling ongeveer zestig leden. César de Paepe was voorstander van een decentraal georganiseerde socialistische maatschappij. De meeste bedrijven zouden beheerd moeten worden door de gemeentelijke overheid, terwijl andere voorzieningen op provinciaal of nationaal niveau bestuurd zouden worden. In 1868 werden afdelingen van de Eerste Internationale opgezet in Gent en Verviers. Groeperingen in Antwerpen en Gent richtte in 1877 de Vlaamse Socialistische Arbeiderspartij op. De Brusselse vereniging van César de Paepe richtte de Le Parti socialiste brabançon op. In 1885 besloten verschillende vakbonden, coöperaties en de socialistische groepen om te verenigen in de Belgische Werkliedenpartij (BWP). De BWP was een federatie van coöperaties, vakbonden, mutualistische fondsen en lokale politieke verenigingen.
In 1886 braken grote stakingen uit voor de invoering van het algemeen kiesrecht en verbetering van de arbeidsomstandigheden. Bij de gevechten tussen de politie en de demonstranten kwamen een aantal mensen om. De BWP had niks met de staking te maken en riep op tot het eindigen van de staking. Een deel van de BWP vond het schandalig dat de BWP-leiding opriep tot een einde van de staking en stapte uit de BWP. Deze groep richtte de Parti Socialiste Républicain (PSR) op.  De SRP riep op tot een algemene staking om het algemeen kiesrecht af te dwingen. De BWP riep haar aanhang op om niet met de staking mee te doen, omdat ze de tijd nog niet rijp vonden. Op 13 mei 1887 organiseerde de SRP een staking in Henegouwen. De politie schoot drie demonstranten dood. Politie-infiltranten maakten de staking gewelddadig, zodat de regering een voorwendsel had om socialistische leiders te arresteren. Bij de rechtszaak tegen de SRP-leiders werd bewezen dat de vakbondsleiders die opriepen tot geweld in werkelijkheid politiespionnen waren. Hierdoor werden de SRP-leiders vrijgesproken. In 1890 werd de SRP opgeheven.
In 1890 werd een voorstel ingediend om het algemeen kiesrecht in te voeren. Op 11 april verwierp het parlement de invoering van het algemeen kiesrecht, waarna de BWP op 15 april een grote algemene staking organiseerde met meer dan 250.000 stakers. In Henegouwen werden 16 stakers doodgeschoten. De staking eindigde nadat het parlement het meervoudig stemrecht had aangenomen. Bij de verkiezingen van 1894 werden 29 socialisten in het parlement gekozen. In 1894 werd de Charter van Quaregnon opgesteld als het beginselprogramma van de BWP met als belangrijkste eis de overdracht van de eigendom van productiemiddelen aan de gemeenschap. Onder druk van de BWP kwamen arbeidswetgeving en sociale wetgeving tot stand, zoals de invoering van ouderdomspensioen. Bij de verkiezingen van 1900 werden 31 socialisten in het parlement gekozen.

## Nederland

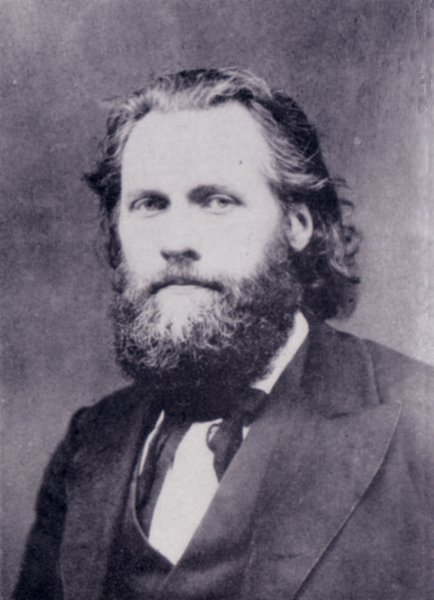
Ferdinand Domela Nieuwenhuis

De kleermaker Hendrik Gerhard richtte in augustus 1869 de Nederlandse afdeling van de Internationale op. In 1878 begon hij ook twee socialistische groepen in Amsterdam en Rotterdam. In 1881 fuseerden de socialistische groepen in Nederland zich tot de Sociaal-Democratische Bond (SDB). Het tijdschrift Recht voor Allen van Ferdinand Domela Nieuwenhuis werd het tijdschrift van de bond. De partij nam grotendeels de Gotha-programma van de Duitse partij over. In 1887 werd het kiesrecht uitgebreid waardoor het aantal stemgerechtigden steeg van 130 duizend naar 300 duizend. Ferdinand Domela Nieuwenhuis werd in 1888 gekozen voor het kiesdistrict Schoterland en was daarmee het eerste socialistische parlementslid in Nederland. Door zijn negatieve ervaringen in het parlement vond Domela Nieuwenhuis dat de arbeidersklasse zich niet moest concentreren op het winnen van zetels, maar op het gebruik van directe actie. In 1892 waren 3.230 mensen lid van de SDB.
Bij het SDB-congres van 1893 in Groningen werd besloten om deelname aan verkiezingen af te wijzen. Datzelfde congres gaf aanleiding tot het verbod op de SDB. Hierna ging de organisatie verder onder de naam Socialistenbond. In 1894 splitsten twaalf voorstanders van parlementaire actie af van de Socialistenbond en begonnen de Sociaal-Democratische Arbeiderspartij (SDAP). De SDAP nam het programma van de Duitse SPD grotendeels over. In 1896 werd het kiesrecht uitgebreid van 300 duizend naar 700 duizend. Bij de verkiezingen van 1897 won de SDAP drie zetels in het parlement met ongeveer 13.000 stemmen. De SDAP had in 1900 ongeveer 3.200 leden.

## Andere landen

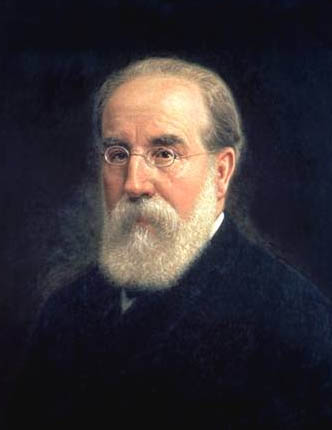
Francisco Pi y Margall

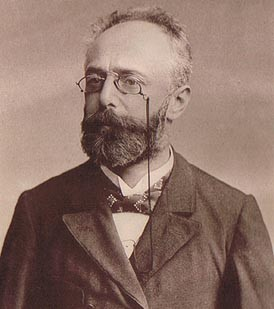
Theodor Hertzka

### Algemeen
Het socialisme is sinds 1870 een grote beweging geworden in Frankrijk, Groot-Brittannië, Duitsland en Rusland. Maar ook in andere landen ontstonden in deze periode verschillende socialistische partijen. In Noorwegen, Zweden, Denemarken en Oostenrijk-Hongarije lieten de socialistische groeperingen zich voornamelijk inspireren door de Duitse SPD. In Zwitserland volgden de socialisten een meer reformistische koers dan de SPD. In Italië zaten de anarchisten en marxistische socialisten samen in een organisatie, maar de anarchisten stapten uit de organisatie toen leden in het parlement werden gekozen. De Socialist Labor Party in de Verenigde Staten bestond uit aanhangers van Lassalle en Marx. In 1868 stuurde Bakoenin de anarchist Giuseppe Fanelli naar Spanje om een Spaanse afdeling van de Internationale op te zetten. In 1873 waren er ongeveer 50.000 aanhangers van Bakoenin in Spanje. In 1873 werd de Eerste Spaanse Republiek uitgeroepen. De tweede president was Francisco Pi y Margall die het boek Du principe fédératif van Proudhon naar het Spaans had vertaald. Hij was een gematigde socialist die zich voornamelijk concentreerde op de politieke eisen van een federale republiek.

### Edward Bellamy
Edward Bellamy was een Amerikaanse journalist die in 1888 de roman Looking Backward 2000-1887 publiceerde waarin een socialistische maatschappij werd beschreven. Dit boek werd door miljoenen mensen gekocht. De hoofdpersoon werd door een hypnotiseur in slaap gebracht en ontwaakte in het jaar 2000. Daar blijkt de Amerikaanse maatschappij veranderd te zijn in een socialistische maatschappij. Alle productiemiddelen zijn het eigendom van de overheid en iedereen werkt in overheidsdienst. Het geld is vervangen door kredietkaarten waarmee burgers bij magazijnen de benodigde spullen kunnen kopen. Iedereen krijgt evenveel krediet op hun kredietkaart en men mag zelf beslissen waaraan ze het besteden. De prijs van een product is gebaseerd op de hoeveelheid arbeidsuren en soms wordt de schaarsheid van het product meegenomen. Er geldt een arbeidsplicht voor mensen tussen 21 en 55 jaar. In navolging van Bellamy’s boek werden in verschillende landen Bellamy-genootschappen opgericht. In Nederland bestond bijvoorbeeld de Nederlandse Bellamy Partij.

### Theodor Hertzka
De Oostenrijkse journalist Theodor Hertzka schreef in 1890 het boek Freiland. Hertzka vond dat alle grond het eigendom van de gehele gemeenschap moest worden, waarvan een individu vruchtgebruik kon krijgen toebedeeld. De overheid zou renteloos leningen verstrekken zodat men een bedrijf kon beginnen. Hertzka wilde hierdoor mogelijk maken dat arbeiders coöperaties oprichten. Als iedereen zelf een eenmansbedrijf of een coöperatie op kon zetten dan zou niemand meer voor een kapitalist hoeven werken. Hertzka was voorstander van marktwerking en concurrentie tussen bedrijven. Goedlopende bedrijven zouden 30% van hun inkomen moeten betalen aan belastingen. De overheid zou democratisch gekozen worden. Ziekenhuizen, scholen, spoorwegen en andere nutsvoorzieningen worden bestuurd door de overheid. Er werden verschillende Vrijlandverenigingen opgericht in Oostenrijk, Duitsland, Zwitserland, Groot-Brittannië, Zweden en Nederland om in Afrika of in Venezuela de plannen van Hertzka te verwezenlijken.

## Tweede Internationale
Na het uiteenvallen van de Eerste Internationale ten gevolge van de strijd tussen de marxisten en anarchisten was er nog steeds animo voor de vorming van een internationale organisatie. In Gent werd er in september 1877 een herenigingcongres georganiseerd, die door de strijd tussen de antiautoritaire vleugel (met de anarchisten als grootste groep) en de marxistische vleugel mislukte.
In 1883 organiseerden de Franse possibilisten een internationaal arbeidscongres in Parijs. De bedoeling van het congres was om acties te coördineren in verschillende landen om verbeteringen van arbeidsrechten en arbeidsomstandigheden af te dwingen. In 1886 organiseerden de possibilisten een soortgelijk congres in Parijs. De possibilisten kregen de opdracht van het congres om in 1889 weer een congres te organiseren. De possibilisten organiseerden met de Britse vakbonden een conferentie in Londen ter voorbereiding van het congres. Hierbij waren Britten, Fransen, Belgen, Nederlanders, Denen en Italianen aanwezig. Omdat de vakbonden tegen het uitnodigen van politieke partijen waren, waren er geen Duitsers aanwezig op de conferentie. De Duitse marxisten waren hierover boos. De Franse marxisten en blanquisten waren niet blij dat de possibilisten de organisatoren van het internationale congres zouden zijn. Daarom besloten de Franse marxisten en blanquisten met steun van de Duitse marxisten om zelf een congres te organiseren, tegelijkertijd met het congres van de possibilisten in Parijs. Nederlanders en Belgen organiseerden in februari 1889 een conferentie in Den Haag in het huis van Ferdinand Domela Nieuwenhuis om de marxisten en possibilisten te overtuigen om één gezamenlijk congres te organiseren, maar dit mislukte.
De twee internationale congressen werden gehouden op 14 juli 1889 ter ere van het honderdjarige jubileum van de bestorming van de Bastille. Op het congres van de marxisten en blanquisten werd besloten om 1 mei te kiezen als internationale dag voor de strijd voor de achturige werkdag. Dit plan was ingediend door de Amerikaanse vakbond American Federation of Labour (AFL). AFL had dit al in de Verenigde Staten uitgevoerd, waarbij een sector staakte, terwijl de andere sectoren de vakbondskas aanvulde om de stakers tijdens de staking te betalen. De keuze voor 1 mei kwam onder andere door de Haymarket-affaire. Op 1 mei 1890 werd de eerste internationale Dag van de Arbeid gevierd met grote demonstraties voor de achturige werkdag in Frankrijk, Oostenrijk-Hongarije, Italië, Spanje, België, Nederland, Denemarken, Noorwegen, Zweden en de Verenigde Staten. Alleen in de Verenigde Staten had de staking direct succes, waar timmerlieden in sommige deelstaten de achturige werkdag veroverden. Op het congres van de Tweede Internationale van 1891 werd bepaald dat 1 mei een jaarlijkse traditie werd. Bij het congres van 1891 waren de deelnemers van de twee congressen uit 1889 verenigd.
Tijdens het Londense congres in 1896 werden de anarchisten uit de Tweede Internationale gezet. Alleen een deel van Britse, Franse en Nederlandse afgevaardigden stemden voor de toelating van de anarchisten. Tot 1900 was de Tweede Internationale geen organisatie, maar slechts een congres dat om het aantal jaren werden gehouden op kosten van de socialistische partijen van het gastland. Op het congres van 1900 van de Internationale werd besloten voor de oprichting van een internationaal bureau in Brussel.